# بي بي
بِ بِ (بالإنجليزية: BP)، وتُعرف في السابق باسمِ «بريتيش بتروليوم» (بالإنجليزية: British Petroleum) هي شركة بريطانية تُعتبر ثالت أكبر شركة نفط خاصَّة في العالم بعدَ «إكسون موبيل» و«شل». شكلت الشركة الذراع النفطيّ للحكومة البريطانيَّة لسنوات عدَّة قبل خصصتها سنة 1976 وللشركة احتياطات نفطية تبلغ 18.3 مليار برميل ولها شبكة توزيع تتكون من 28,500 محطّة وقود، كما لها 19 مصفاة، لها حقول نفط في بحر الشمال، ألاسكا، روسيا، الجزائر، أنغولا أسهم الشركة مدرجة في مؤشر فوتسي 100 البريطانيّ في بورصة لندن.

## التاريخ
تأسَّست عام 1908 للتنقيب عن النفط في إيران ومن ثمَّ ليبيا وكان اسمها آنذاك شركة النفط الأنجلو-إيرانية حتَّى عام 1945 حيثُ حملت اسم بريتش بتروليوم.
وفي عام 1978 تحولت الشركة إلى الطابع الأمريكيّ بعدما أستحوذت على حصّة الأغلبيَّة في شركة (ستاندرد أويل وف أوهايو) أو سوهيو. قامت في التسعينات بالاستحواذ على أموكو وأركو الأمريكيتين.

### من 1909 حتَّى 1954

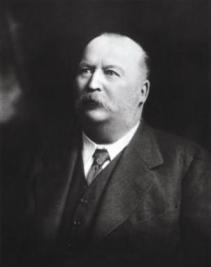
وليام نوكس دارسي

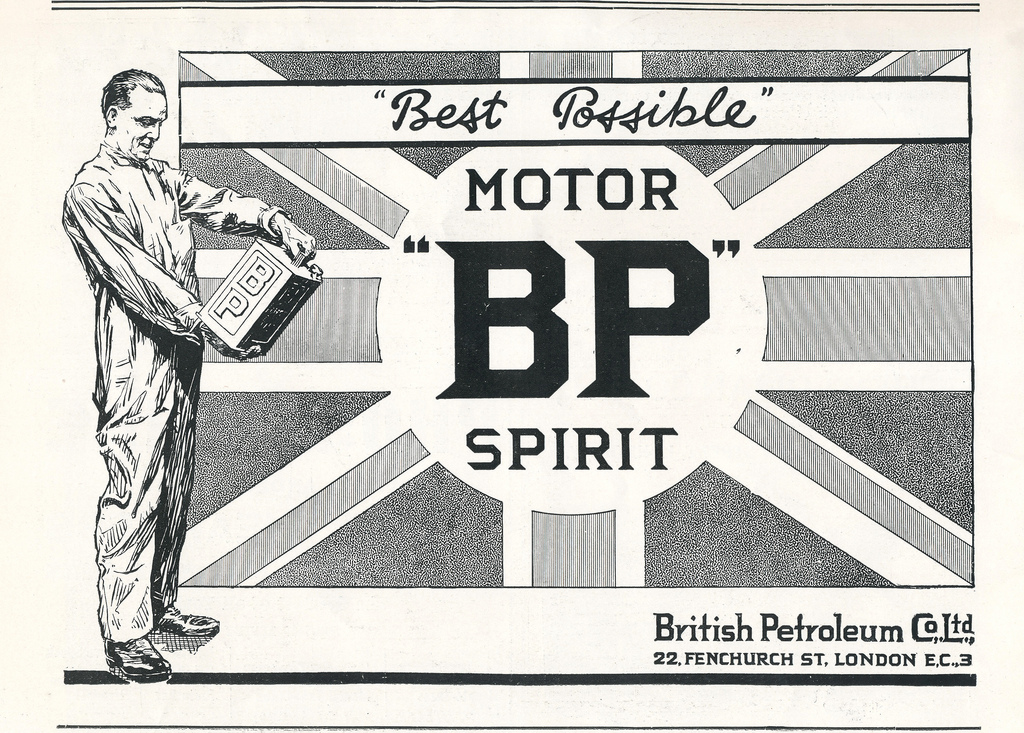
إعلان BP Motor Spirit من عام 1922

أكتشف مجموعة من الجيولوجيين البريطانييّن في مايو 1908 كمية كبيرة من النفط في مسجد سليمان الواقع في محافظة خوزستان في جنوب غرب إيران حاليًا، وكان أول اكتشاف نفطيّ مهم تجاريًا في الشرق الأوسط، حيثُ حصل ويليام نوكس دارسي على إذن للتنقيب عن النفط لأول مرَّة في الشرق الأوسط،  وهو حدثُ غير تاريخ المنطقة بأكملها، وأدى اكتشاف النفط إلى تطوير صناعة البتروكيماويات وإنشاء الصناعات المُعْتَمَدة على النفط، وفي 14 أبريل 1909 أُسست شركة النفط الأنجلو-فارسية (APOC) كشركة تابعة لشركة نفط بورما، وباعت بعض الأسهم للجمهور. وأصبح اللورد ستراثكونا أول رئيس مجلس إدارة.
وبعد تأسيس الشركة طلبت الحكومة البريطانيَّة من بيرسي كوكس المقيم البريطانيّ في بوشهر التفاوض على اتفاقية معَ الشيخ خزعل بن جابر من عربستان لإنشاء شركة النفط الأنجلو-فارسية وللحصول على موقع في جزيرة عبدان لعمل مصفاة ومستودع وخزانات تخزين، وقد بُنيت المصفاة وبدأت في العمل عام 1912. وفي العام التالي أستحوذت الحكومة البريطانيَّة على حصّة مسيطرة (50.0025٪) في الشركة، وبعد ذلك تحول اعتماد السفن البريطانيَّة من الفحم إلى النفط بعدَ طلب ونستون تشرشل اللورد الأول للأميرالية آنذاك،  وفي عام 1914 وقَّعت شركة النفط الأنجلو-إيرانية عقدًا مدته 30 عامًا معَ الأميرالية البريطانية لتزويد البحرية الملكية بالنفط بالسعر الثابت،  وفي عام 1915 أنشأت شركة النفط الأنجلو-إيرانية شركة شحن تابعة لها، وفي 1916 أستحوذت على شركة البترول البريطانيَّة التي كانت ذراعًا تسويقيًا لاتحاد البترول الأوروبيّ في بريطانيا، وفي عام 1919 أصبحت الشركة منتجًا للنفط الصخري بعدَ إنشاء شركة تابعة تُسمى الزيوت الاسكتلندية.
بدأت شركة النفط الأنجلو-إيرانية بعدَ الحرب العالمية الأولى تسويق منتجاتها في القارة الأوروبيَّة واستحوذت على حصص في شركات التسويق المحليَّة في العديد من البلدان الأوروبية، وقامت ببناء أول مصفاة في المملكة المتَّحدة في لاندرسي في ويلز وغرانجماوث في اسكتلندا، وأستحوذت على الحصة المُسيطرة في مصفاة كورشليتس في فرنسا، وشكلت شركة باسمِ مصافي نفط الكومنولث بِالاشتراك معَ حكومة أستراليا وبنت أول مصفاة أسترالية في لافرتون، فيكتوريا. وفي عام 1923 وظفت بورما ونستون تشرشل كمستشار مدفوع الأجر للضغط على الحكومة البريطانيَّة للسماح لشركة النفط الأنجلو-إيرانية بحقوق حصرية في موارد النفط الفارسية، ومنحت ذلك لاحقًا من قبل النظام الملكيّ الإيراني.
كانت شركة النفط الأنجلو-فارسية ورجل الأعمال الأرمني كالوست كولبنكيان القوَّة الدافعة وراء إنشاء شركة البترول التركية (TPC) في عام 1912 لاستكشاف النفط في بلاد ما بين النهرين (العراق الآن)؛ وبحلول عام 1914 أمتلكت شركة النفط الأنجلو-فارسية 50٪ من أسهم شركة البترول التركية. وفي عام 1925 حصلت شركة البترول التركيَّة على امتياز في موارد النفط في بلاد ما بين النهرين من الحكومة العراقية تحت الانتداب البريطاني. وعثرت شركة البترول التركيَّة أخيرًا على النفط في العراق في 14 أكتوبر 1927، وبحلول عام 1928 خُفضت مساهمة شركة النفط الأنجلو-فارسية في شركة البترول التركية، وَالتي تُسمى الآن شركة نفط العراق (IPC)، إلى 23.75٪؛ نتيجةً لتغيير الجُغرافيا السياسيَّة بعدَ تفكك الإمبراطورية العثمانية، واتفاقية الخط الأحمر. كانت العلاقات ودية بشكلٍ عام بين النظام الملكي الهاشمي الموالي للغرب (1932-1958) في العراق وشركة نفط العراق، وأرادت شركة العراق الحصول على المزيد من الفوائد، حيثُ احتكرت شركة نفط العراق خِلال الفترة 1928-1968 التنقيب عن النفط داخل الخط الأحمر. باستثناءِ السُعوديَّة والبحرين.
في عام 1927 شكلت «شركة بورما النفطية» ورويال داتش شل شركة تسويق مشتركة باسمِ «بورما-شيل» وفي عام 1928 شكلت شركة النفط الأنجلو-فارسية وشيل شركة باسمِ «شركة النفط الموحدة للبيع والتسويق» في قبرص وجنوب إفريقيا وسيلان، وتبعتها شركة تسويق مشتركة شيل-ميكس وبي بي في المملكة المتَّحدة في عام 1932. وفي 1937 شكلت شركة النفط الأنجلو-إيرانية وشركة «شيل» شركة باسمِ «شركاء دارسي للاستكشاف والتنقيب عن النفط» في نيجيريا، وكانت الشراكة مملوكة بالتساوي ولكنَّ تديرها شركة شل، وتمَّ استبدالها لاحقًا بشركة «شيل-دارسي لتنمية البترول» وشركة «شيل-بي بي لتنمية البترول» وحالياً «شركة شل لتطوير البترول».
في عام 1934 أسست شركة النفط الأنجلو-فارسية وشركة غولف أويل شركة جديد باسمِ «شركة نفط الكويت» كشراكة ملكية متساوية، ومُنحت حقوق امتياز النفط للشركة في 23 ديسمبر 1934 وبدأت عمليات الحفر في عام 1936. وفي عام 1935 طلب رضا بهلوي من المجتمع الدوليّ الإشارة إلى بلاد فارس على أنَّها «إيران»، وهو ما انعكس في تغيير اسم شركة النفط الأنجلو-فارسية إلى شركة النفط الأنجلو-إيرانية (AIOC).
في عام 1937 وقَّعت شركة نفط العراق، المملوكة لشركة بي بي بنسبة 23.75٪،  اتفاقية امتياز نفطيّ معَ سلطان مسقط تغطي منطقة السلطنة بأكملها، حيثُ كانت في الواقع مقصورة في المنطقة الساحليَّة لسلطنة عُمان الحالية، وبعد عدَّة سنواتٍ من الفشل في اكتشاف النفط في منطقة السلطنة، افترضت شركة نفط العراق تواجد النفط في المنطقة الداخليَّة من عمان، وَالتي كانت حينها جزء من إمامة عمان، وقدمت شركة نفط العراق الدعم الماليّ لاحتلالها، وفي عام 1954 بدأَ سلطان مسقط بدعم من الحكومة البريطانيَّة وشركة نفط العراق، باحتلال مناطق عُمان الداخليَّة في حرب عرفت باسمِ «حرب الجبل الأخضر» وأستمرت لأكثر من 5 سنوات.
في عام 1947 أتفقت شركة النفط الأنجلو-إيرانية وشركة (بالإنجليزية: Distillers Company) على تأسيس شركة «بريتش بتروليوم للمواد الكيميائية»، وفي عام 1956 تمَّ تغيير اسم الشركة إلى «شركة الكيماويات الهيدروكربونية البريطانية».
بعدَ الحرب العالمية الثانية، تصاعدت المشاعر القوميَّة في الشرق الأوسط، وأبرزها القوميَّة الإيرانيَّة والقوميَّة العربية. وفي إيران قاومت شركة النفط الأنجلو-إيرانية والحُكومة الإيرانيَّة المُوالية للغرب بِقيادة رئيس الوزراء علي رزمارا الدعوات القوميَّة لمراجعة شروط امتياز شركة النفط الأنجلو-إيرانية لصالح إيران. وفي مارس 1951 أغتيل رزمارا وانتُخب محمد مصدق رئيساً جديداً للوزراء،  وفي أبريل 1951 أممت الحكومة الإيرانيَّة صناعة النفط الإيرانية، وشكلت شركة النفط الوطنية الإيرانية (NIOC). وسحبت شركة النفط الأنجلو-إيرانية إدارتها من إيران، ونظمت بريطانيًا حظراً عالمياً فعالاً على النفط الإيراني. وقدمت طعناً في محكمة العدل الدولية في لاهاي، لكنّ شكواها رُفضت.
طلب رئيس الوزراء تشرشل من الرئيس أيزنهاور المُساعدة في الإطاحة بمصدق، وقاموا بتنسيق خطة مكافحة تحت الاسم الرمزي «عملية أجاكس» من قبل وكالة المخابرات المركزية، و«عملية التمهيد» من قبل جهاز الاستخبارات البريطاني (MI6)، وقدم البريطانيُّون المُساعدة لتنظيم انقلاب في أغسطس 1953، يُعرف باسمِ «انقلاب 1953 في إيران» أدَّى لعودة شركة النفط الأنجلو-إيرانية إلى إيران.

### 1954 حتَّى 1979

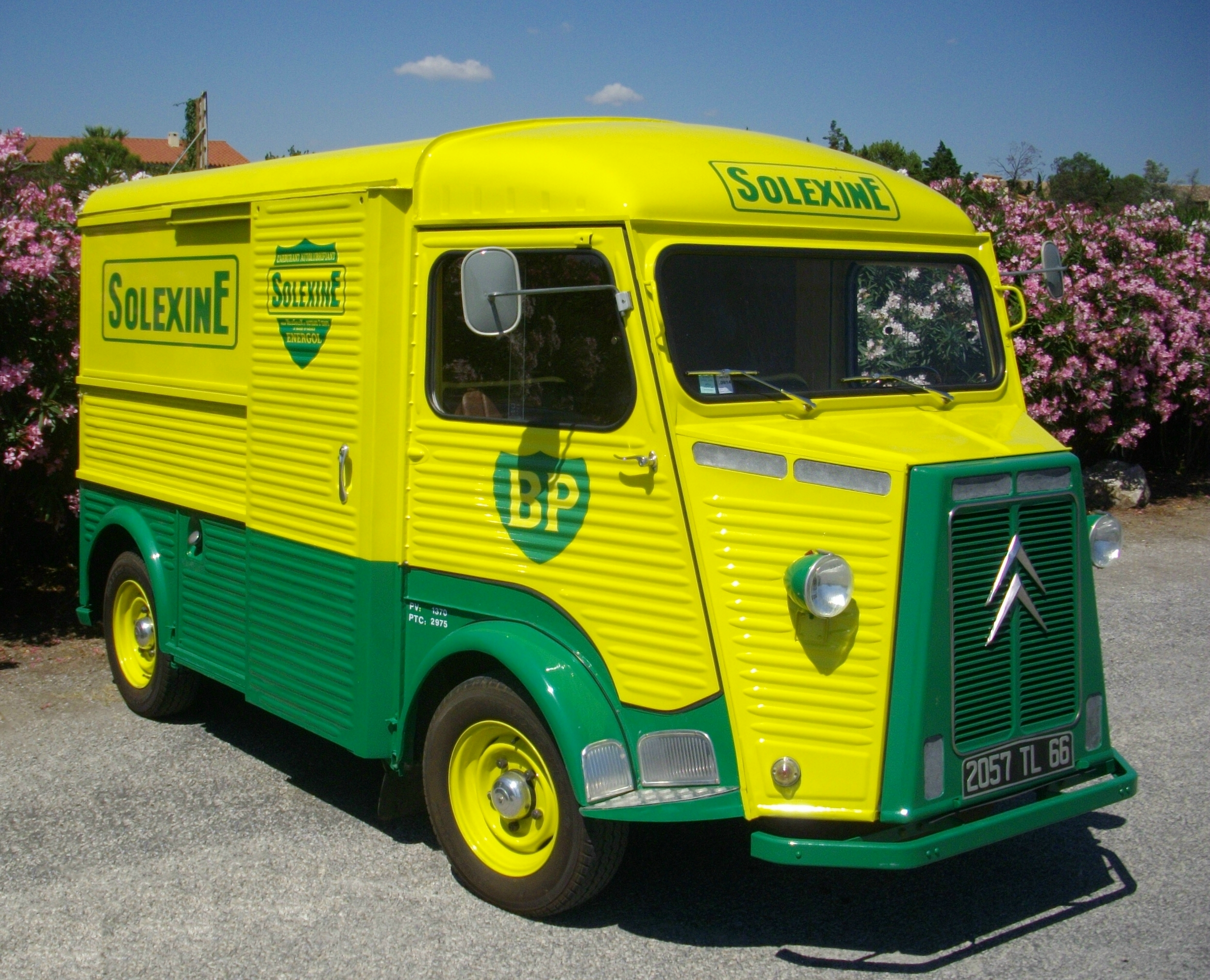
شاحنة بي بي من عام 1967

في عام 1954 أصبحت «شركة النفط الأنجلو-إيرانية» تُعرف باسمِ «شركة البترول البريطانية»، وبعد الانقلاب الإيراني عام 1953 تمَّ تأسيس الشركة القابضة شركة مشاركي النفط الإيرانية المحدودة (IOP) في أكتوبر 1954 في لندن، تهدف لإعادة النفط الإيرانيُّ إلى السوق الدولية. كانت شركة بريتيش بتروليوم أحد الأعضاء المؤسسين لهذه الشركة بحصة 40٪. وقامت شركة IOP بتشغيل وإدارة منشآت نفطية في إيران نيابة عن شركة النفط الوطنيَّة الإيرانية،  حيثُ وافق الكونسورتيوم على تقاسم الأرباح على أساس 50-50 معَ إيران، وليس للسماح للإيرانيين بِالانضمام إلى مجلس إدارته.
في عام 1953 دخلت «بريتيش بتروليوم» السوق الكندية بعدَ خِلال شراء حصّة أقلية في شركة تريد أويل (بالإنجليزية: Triad Oil) ومقرها كالغاري، وتوّسعت إلى ألاسكا في عام 1959، وأكتشفت النفط في «خليج برودهو» في 1969. وفي 1956 مُنحت شركة دارسي للاستكشاف في أفريقيا، أربعة امتيازاتٌ نفطية في ليبيا. وفي 1962 أوقفت شركة الزيوت الاسكتلنديَّة عمليات الصخر الزيتي. وفي عام 1969 دخلت شركة بريتيش بتروليوم الولايات المتحدة بعدَ أستحواذها على أصولٍ تكرير وتسويق الساحل الشرقي لشركة سنكلير أويل. وتمَّ تغيير اسم الشركة الكندية القابضة لبريتيش بتروليوم إلى «بي بي كندا» في عام 1969؛ وفي عام 1971 أستحوذت على 97.8٪ من شركة سوبر تيست بترول.
بحلول الستينيّات اكتسبت شركة «بريتيش بتروليوم» سمعة طيبة لتوليها أكثر المشاريع خطورة، وحققت الشركة أرباحًا ضخمة، وفي عام 1967 تعثرت ناقلة النفط العملاقة «توري كانيون» قبالة الساحل الإنجليزي، وتسرب أكثر من 32 مليون جالون أمريكي (760,000 برميل؛ 120,000 م3) من النفط الخام إلى المحيط الأطلسي وعلى شواطئ كورنوال وبريتاني، وتُسبب ذلك في أسوأ تسرب نفطيّ على الإطلاق في بريطانيا. وكانت السفينة المملوكة لشركة باراكودا، مستأجرة من قبل شركة بريتيش بتروليوم، وكانت ترفع علم ليبيريا للملاءمة، وفي محاولة لتفكيك السفينة وحرق النفط المتسرب، قام سلاح الجو الملكي بقصفها بواسطة قاذفات نفاثة ولكنَّ العملية فشلت في تحقيق أهدافها.
في عام 1967 أستحوذت شركة بي بي على أصولٍ كيميائيّة وبلاستيكية لشركة (بالإنجليزية: Distillers Company) ودمجتها معَ شركة الكيماويات الهيدروكربونية البريطانيَّة لتشكيل «كيماويات بي بي».
تمَّ تأميم الأصول النفطيَّة للشركة في ليبيا عام 1971، والكويت عام 1975، ونيجيريا عام 1979. وأوقفت شركة نفط العراق عملياتها بعدَ أنَ تمَّ تأميمها من قبل الحكومة العراقية البعثية في يونيو 1972، وكانت شركة نفط العراق لا تزال موجودة من الناحية القانونية،  وأستمرت شركة بترول أبوظبي (ADPC) إحدى الشركات التابعة لها، والمعروفة سابقًا بـ «شركة تنمية بترول الساحل المتصالح المحدودة» في المُساهمة الأصلية.
أدَّى الصراع المكثف على السلطة بين شركات النفط والحكومات في الشرق الأوسط، إلى جانب صدمات أسعار النفط التي أعقبت أزمة النفط عام 1973، إلى فقدان شركة بريتيش بتروليوم مُعظم وصولها المباشر إلى إمدادات النفط الخام في المنطقة، ودفعها إلى تنويع عملياتها إلى ما وراء إنتاج النفط الذي يعتمد بشدَّة على الشرق الأوسط، وفي عام 1976 قامت بي بي وشيل بإلغاء دمج عمليات التسويق الخاصّة بهما في المملكة المتحدة وتقسيم شيل-مكس وبي بي، وفي عام 1978 أستحوذت الشركة على حصّة مسيطرة في ستاندرد أويل أوف أوهايو (سوهيو).
أستمرت شركة بريتيش بتروليوم بالعمل في إيران حتَّى قيام الثورة الإسلامية عام 1979، وتأميم جميع أصولٍ الشركة في إيران دون تعويض وفقدت شركة بي بي 40٪ من إمداداتها من النفط الخام العالمية.
في السبعينات والثمانينات تنوعت شركة بريتيش بتروليوم في أعمال الفحم والمعادن والتغذية ولاحقاً جردتها كلها.

### 1979 إلى 1997
باعت الحكومة البريطانية 80 مليون سهم من شركة بريتيش بتروليوم، (5% تقريباً من أسهم الشركة) بسعر 7.58 دولار في عام 1979 كجزء من عملية الخصخصة، لخفض ملكية الحكومة للشركة إلى 46٪. وفي 19 أكتوبر 1987 بعدَ انهيار سوق الأوراق الماليَّة باعت رئيسة الوزراء مارجريت تاتشر الأسهم المُتبقية في الشركة البالغة 31% بقيمة 7.5 مليار جنيه إسترليني (12.2 مليار دولار) بسعر 333 بنسًا للسهم الواحد.
في نوفمبر 1987 أشترى مكتب الاستثمار الكويتي 10.06٪ من أسهم شركة بريتيش بتروليوم، وأصبح أكبر مساهم مؤسسي فيها. وفي مايو التالي أشترى المكتب أسهم إضافية، ورفع ملكيته إلى 21.6٪. وأثارت هذه الخطوة مخاوف داخل بي بي، وفي أكتوبر 1988 طلبت وزارة التجارة والصناعة البريطانيَّة من مكتب الاستثمار الكويتي خفض حصته إلى 9.6٪ في غضون 12 شهرًا.
كانَ بيتر والترز رئيس مجلس إدارة الشركة من عام 1981 إلى عام 1990. وخلال فترة عمله كرئيس قام بتخفيض طاقة التكرير للشركة في أوروبا، وفي عام 1982 باعَ أصولٍ بي بي كندا بترو كندا، وفي عام 1984 تمَّ تغيير اسم «شركة ستاندرد أويل أوف كاليفورنيا» إلى شركة شيفرون وأشترت شركة نفط الخليج،  وللوفاء بلوائح مكافحة الاحتكار، قامت شركة شيفرون بتجريد العديد من الشركات التابعة لها والعاملة في الخليج، وباعت بعض محطَّات الخليج ومصفاة في شرق الولايات المتَّحدة إلى شركة بريتش بتروليوم ومزارع كمبرلاند في عام 1985. وفي عام 1987 تفاوضت شركة بريتيش بتروليوم للاستحواذ على «بريت أويل»  والأسهم المُتبقية المُتداولة علنًا لشركة ستاندرد أويل أوف أوهايو. وفي نفس العام تمَّ إدراجها في بورصة طوكيو حيثُ تداولت أسهمها حتَّى شطبها في عام 2008.
عين روبرت هورتون رئيس مجلس إدارة الشركة في عام 1990، ونفذ عملية كبيرة لتقليص حجم الشركة، وإزال مختلفِ مستويات الإدارة في المكتب الرئيسي. في عام 1992 باعت شركة بريتش بتروليوم حصَّتها البالغة 57٪ في شركة بريتيش بتروليوم كندا (عمليات المنبع)، وَالتي أعيدت تسميتها إلى تاليسمان للطاقة. وفي 1995 عين جون براون رئيسًا تنفيذيًا للمجموعة، وكان قد أنضم إلى شركة بريتيش بتروليوم في عام 1966 وترقى في الرتب لينضم إلى مجلس الإدارة كمدير عام في عام 1991.
في عام 1981 دخلت شركة بريتيش بتروليوم في قطاع تكنولوجيّاً الطاقة الشمسيَّة بعدَ الاستحواذ على 50٪ من شركة أنظمة لوكاس للطاقة وتحوّلت إلى «أنظمة لوكاس بي بي للطاقة الشمسية» ولاحقًا «بي بي سولار»، وكانت الشركة تصنع وتُركّب الخلايا الشمسية الكهروضوئية. وأصبحت مملوكة بالكامل لشركة بريتش بتروليوم في منتصف الثمانينات.
دخلت شركة بريتيش بتروليوم السوق الروسيَّة في 1990، وافتتحت أول محطّة خدمة لها في موسكو في 1996، وفي العام التالي أستحوذت على 10٪ في شركة النفط الروسيَّة سيدانكو، وأصبحت فيمَا بعدَ جزءًا من تي إن كي-بي بي.
في عام 1992 دخلت الشركة السوق الأذربيجاني وفي 1994 وقَّعت اتفاقية تقاسم الإنتاج لمشروع النفط في أذربيجان - جيراق - جونشلي، وفي عام 1995 وقَّعت اتفاقية لتطوير حقل غاز شاه دنيز.

### 1998 إلى 2009
تحت قيادة جون براون أستحوذت شركة بريتيش بتروليوم على شركات نفط أخرى، وحولت شركة بريتيش بتروليوم إلى ثالث أكبر شركة نفط في العالم، اندمجت شركة بريتيش بتروليوم معَ أموكو (ستاندرد أويل أوف انديانا سابقاً) في ديسمبر 1998، لتصبح بي بي أموكو بي إل سي. وحولت مُعظم محطَّات أموكو في الولايات المتَّحدة إلى علامة بي بي التجارية، وفي 2000 أستحوذت شركة بي بي أموكو على شركة أتلانتيك ريتشفيلد (ARCO) وبورما كاسترول. وأصبحت بي بي مالكة 33.5٪ من خط الأنابيب الأولمبي، وفي وقتٍ لاحق من ذلك العام أصبحت بي بي مشغلًا لخط الأنابيب وزادت حصَّتها إلى 62.5٪.
في 2001 تبنت الشركة شعار أمة الله الخضراء وأعادت تسمية نفسها باسمِ بي بي («بيوند بتروليوم») بي إل سي، ردًا على الضغط عليها بسببِ معايير السلامة السيئة، 

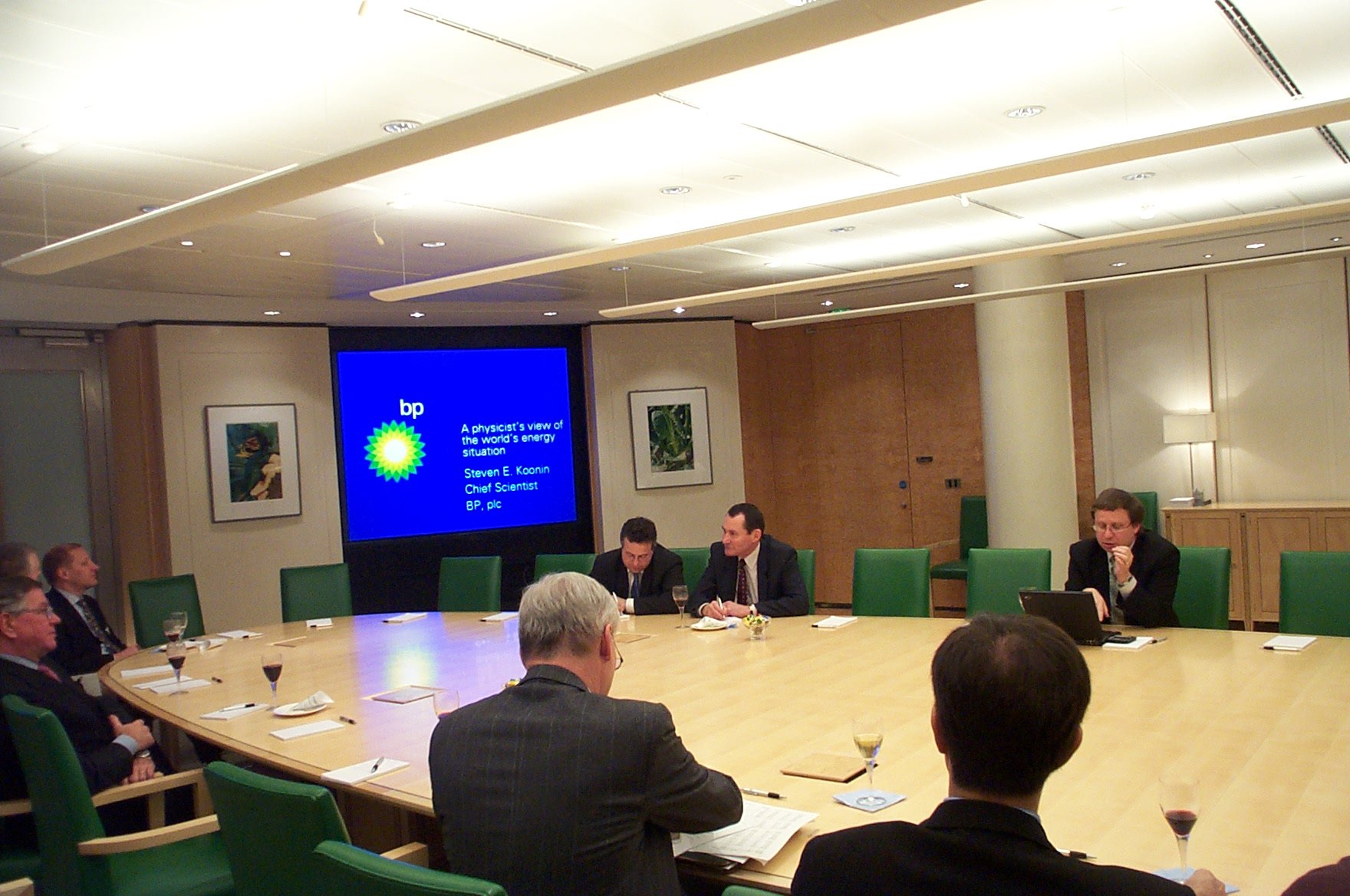
ستيفن كونين، كبير العلماء في شركة بريتيش بتروليوم آنذاك، يتحدث في غرفة إدارة الشركة في 2005 (أعلى يمين الصورة)

في بدايةً العقد الأول من القرن الحادي والعشرين، أصبحت بي بي الشريك الرئيسيّ ولاحقاً المشغل، لمشروع خط أنابيب باكو-تبليسي-جيهان الذي فتح طريقًا جديدًا لنقل النفط من منطقة قزوين. وفي 2002 أستحوذت بي بي على غالبية شركة فيربا، ثمَّ أعادت تسمية محطاتها الحاليَّة في ألمانيا إلى اسم «أرال».
في 2004 نُقلت أعمال الألكينات ومشتقاتها الخاصّة بشركة بي بي إلى كيان منفصل تمَّ بيعه لشركة إينيوس في 2005. وفي 2007 باعت بي بي متاجرها المملوكة للشركات لأصحاب الامتياز المَحَليِّين وعمال التوظيف.
في 23 مارس 2005 قُتل 15 عاملاً وأصيب أكثر من 170 في انفجار مصفاة مدينة تكساس،  وتعهَّد براون بمنع وقوع كارثة أخرى.
استقال اللورد براون من شركة بريتيش بتروليوم في 1 مايو 2007، وأصبح رئيس الاستكشاف والإنتاج توني هايوارد الرئيس التنفيذيّ الجديد. في 2009 قال هايوارد أنَ السلامة ستكون «الأولويَّة الأولى» للشركة.
في 2007 شكلت بي بي معَ أسوشيتد بريتش فودز وداو دوبونت مشروعًا مشتركًا للإيثانول الحيوي في سالتند بالقرب من كينغستون أبون هال، في المملكة المتحدة.
في 2009 حصلت بي بي على عقد إنتاج لتطوير حقل الرميلة العملاق معَ شركة مؤسسة البترول الوطنية الصينية الشريكة في المشروع.

### 2010 حتَّى الوقت الحاضر
في يناير 2010، أصبح كارل هنريك سفانبيرغ رئيس مجلس إدارة بي بي.

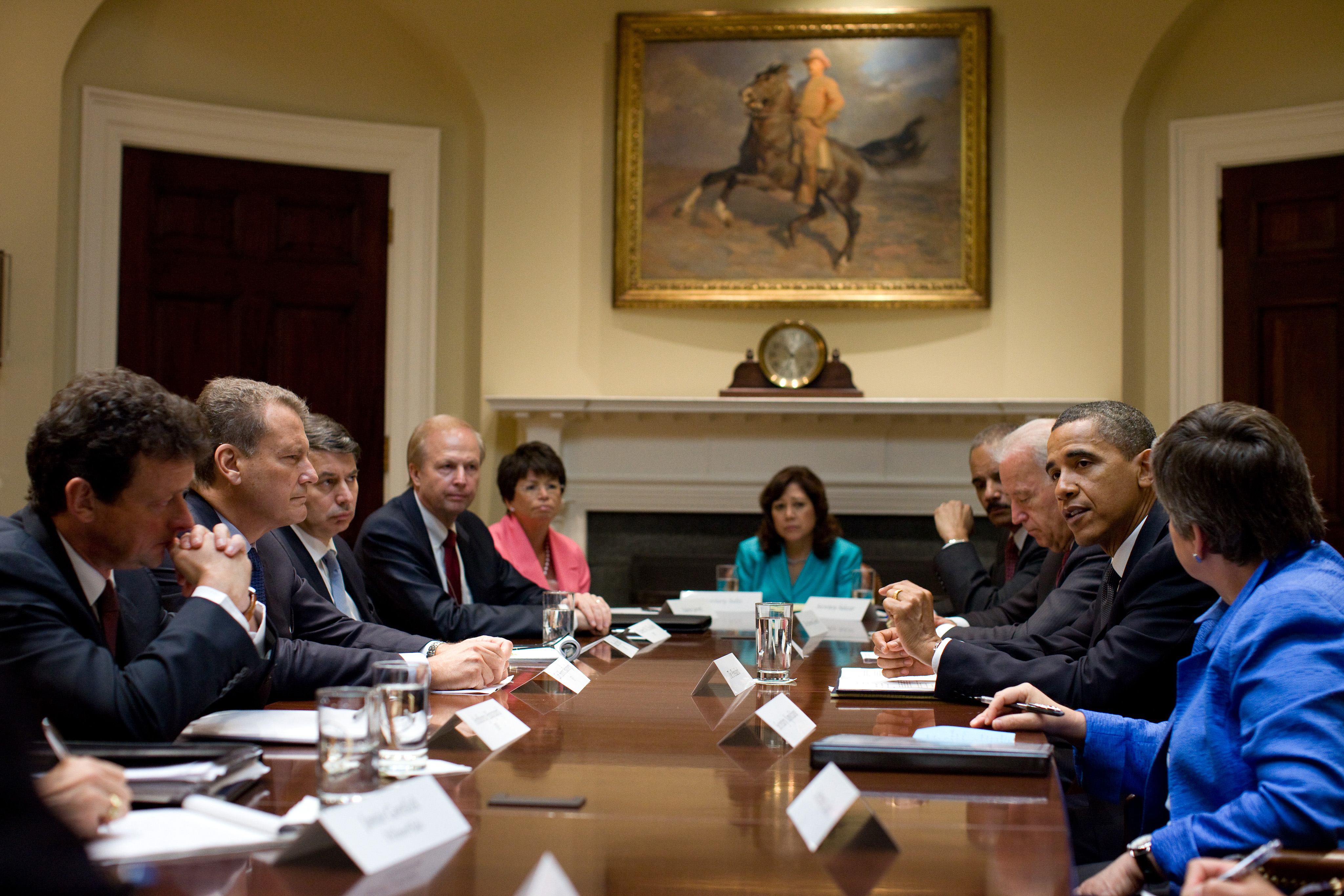
الرئيس باراك أوباما يلتقي المديرين التنفيذيين لشركة بريتيش بتروليوم في البيت الأبيض في يونيو 2010 لمناقشة التسرب النفطيّ في خليج المكسيك

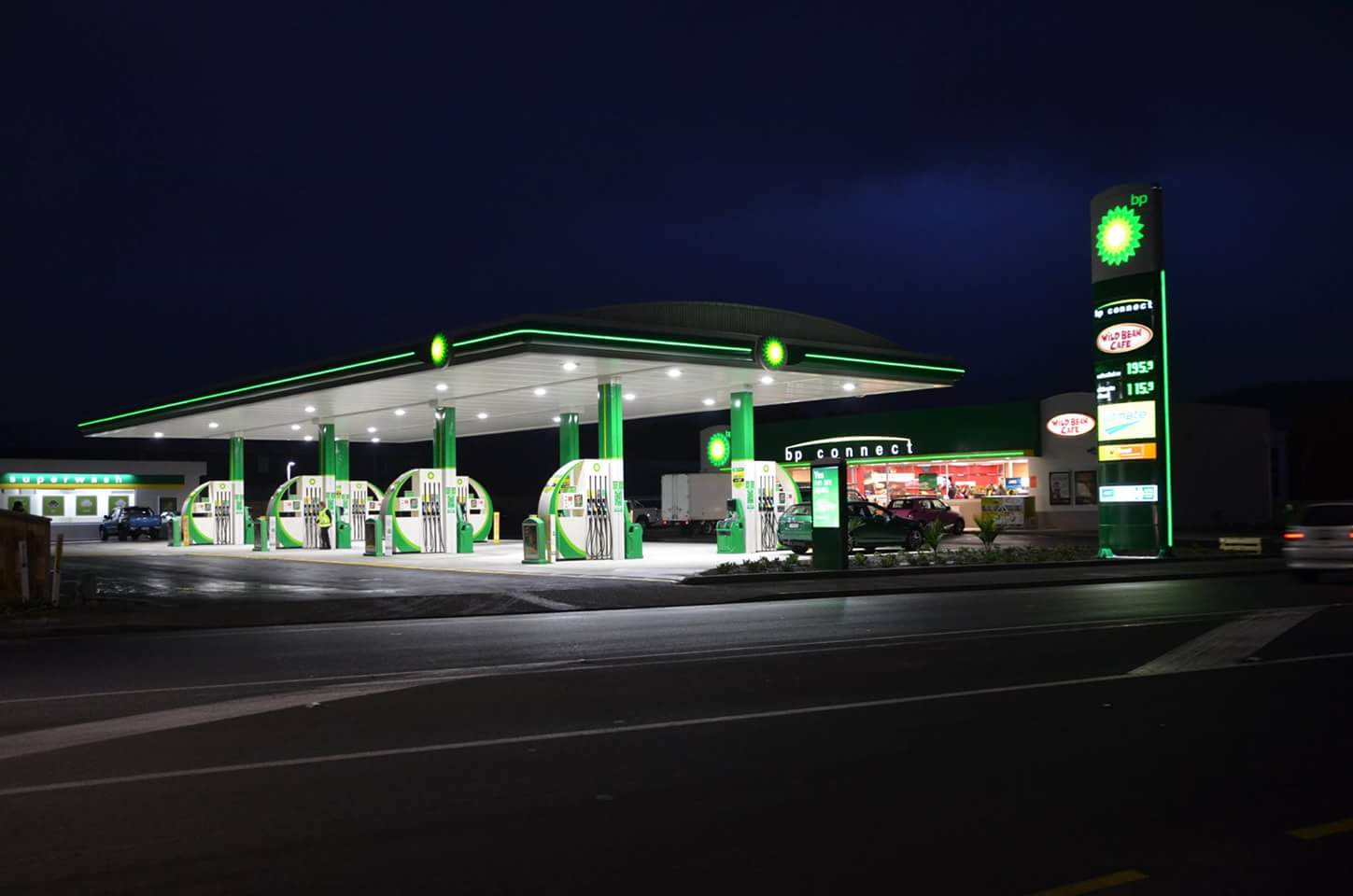
محطة تعبئة حديثة لشركة بي بي في نيوزيلندا

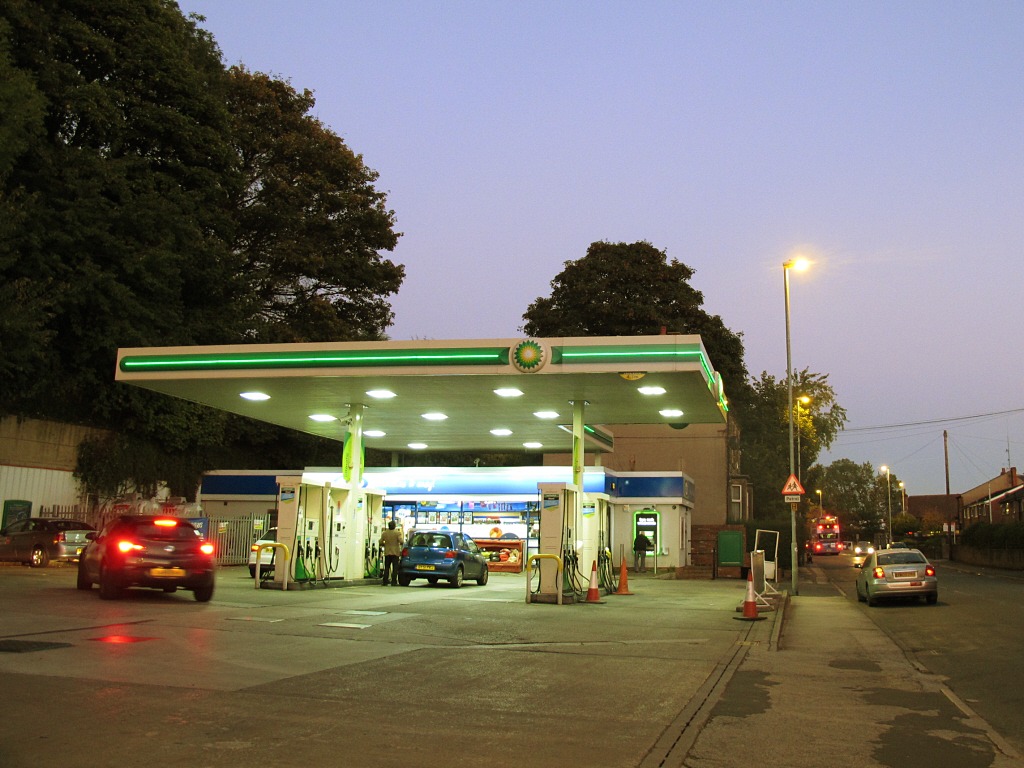
محطة تعبئة حديثة لشركة بريتيش بتروليوم في براملي، ليدز.

في 20 أبريل 2010 وقَّع التسرب النفطي في خليج المكسيك 2010 وهو حادث صناعي كبير، ونتيجة لِذلك أقيل توني هايوارد وعين بوب دودلي رئيساً تنفيذياً للشركة،  وأعلنت شركة بريتيش بتروليوم عن برنامج سحب استثمارات لبيع ما قيمته 38 مليار دولار من الأصول غير الأساسيَّة لتعويض التزاماتها المتعلّقة بالحادث،  وفي يوليو 2010 باعت بي بي أنشطتها في مجال الغاز الطبيعي في ألبرتا وكولومبيا البريطانية لشركة أباتشي. وباعت حصَّتها في حقلي بتروبيريجا وبوكيرون في فنزويلا وفي حقلي لان تاي ولان دو، وخط أنابيب ومحطة نام كون سون، ومحطة الطاقة فو ماي 3 في فيتنام،  وباعت شركات الإمداد في ناميبيا وبوتسوانا وزامبيا وتنزانيا وملاوي لشركة بوما إنرجي،  وباعت أيضاً حقل النفط البري في دورست ومجموعة من أصولٍ غاز بحر الشمال إلى بيرينكو،  وأعمال سوائل الغاز الطبيعي في كندا،  وأصول الغاز الطبيعي في كانساس إلى «لين إنرجي»،  ومصفاة كارسون في جنوب كاليفورنيا وشبكة ARCO للبيع بالتجزئة إلى مصانع معالجة الغاز تيسورو وسنراي وهيمفي في تكساس، ونظام تجميع الغاز المصاحب إلى شركة إيجل روك إنرجي بارتنرز،  ومصفاة تكساس سيتي والأصول المُرتبطة بها لشركة ماراثون بتروليوم،  وحصتها في «ديانا هوفر» و«رام باول فييل دي إس» إلى شركة «بلينز إكسبلوريشن آند برودكشن»،  وحصة غير تشغيلية في حقل نفط دراوجين لشركة رويال داتش شل،  وأعمال توزيع البترول المسال في المملكة المتَّحدة إلى «دي سي سي».
في نوفمبر 2012 حظرت الحكومة الأمريكيَّة مؤقتًا شركة بريتيش بتروليوم من تقديم عطاءات لأي عقود فيدرالية جديدة، ورفعت الحظر بشروط في مارس 2014.
في فبراير 2011 شكلت بي بي شراكة معَ رليانس للصناعات المحدودة وحصلت على حصّة 30٪ في مشروع مشترك هندي جديد مقابل دفعة أولية قدرها 7.2 مليار دولار. وفي سبتمبر 2012 باعت بي بي شركتها الفرعيّة كيماويات بي بي (ماليزيا) المشغلة لمصنع حمض التيريفثاليك المنقى في كوانتان، لشركة رليانس للصناعات المحدودة مقابل 230 مليون دولار. وفي أكتوبر 2012 باعت بي بي حصَّتها في تنك-بي بي إلى روسنفت مقابل 12.3 مليار دولار نقدًا و18.5٪ من أسهم روسنفت.
خِلال الفترة 2011-2015 خفضت بي بي أعمالها في مجال الطاقة البديلة، وأعلنت خروجها من سوق الطاقة الشمسية في ديسمبر 2011 وإغلاق «بي بي سولار». وفي 2012 أغلقت شركة بي بي مشروع «بي بي بيوفولس هايلاندس» الذي تمَّ تطويره منذُ عام 2008 لصنع الإيثانول السليلوزي من محاصيل الطاقة الناشئة. وفي 2015 قرَّرت شركة بريتيش بتروليوم الخروج من شركات الإيثانول الأخرى. وباعت حصَّتها في فيفيرجو إلى أسوشيتد بريتش فودز. كما قامت بي بي وداو دوبونت بإيقاف مصنعهما التجريبي المشترك للبوتانول في سالتند.
في يونيو 2014 وافقت بي بي على صفقة تبلغ قيمتها حوالي 20 مليار دولار لتزويد المؤسسة الوطنية الصينية للنفط البحري بالغاز الطبيعي المسال،  وفي 2014 باعت «ستات اويل للوقود والتجزئة» أعمالها في مجال وقود الطائرات لشركة بي بي، ولضمان موافقة السلطات المُنافسة وافقت بريتيش بتروليوم على بيع شركات وقود الطائرات السابقة لشركة ستات أويل في مطارات كوبنهاغن وستوكهولم وجوتنبرج ومالمو إلى شركة خدمات الوقود العالمية في 2015.
في عام 2016 باعت بي بي مصنعها في ديكاتور، ألاباما، لشركة إندوراما فنتشرز في تايلاند.
في أبريل 2017 توصلت الشركة إلى اتفاق لبيع نظام خطوط الأنابيب فورتيس في بحر الشمال لشركة إينيوس مقابل 250 مليون دولار. شمل البيع محطَّات في دالمني وكينيل، وهو موقع في أبردين، ومنصة فورتيس يونيتي بلاتفورم. وقامت الشركة بتعويم شركتها الفرعيّة بي بي ميدستريم بارتنرس إل بي" في بورصة نيويورك، ووافقت بي بي وبريداس على دمج مصالحهما في بان أمريكان انرجي وأكسيون انرجي لتشكيل "مجموعة بان أمريكان انرجي" المملوكة لهما بشكلٍ مشترك.
في عام 2017 استثمرت بي بي 200 مليون دولار للاستحواذ على حصّة 43٪ في شركة تطوير الطاقة الشمسيَّة «لايت سورس رينوبل إنرجي» وأعادت تسميتها إلى «لايت سورس بي بي». وفي مارس 2017 أستحوذت الشركة على أعمال وأصول الميثان الحيوي لشركة «كلين إنرجي» ومواقع إنتاجها وعقود التوريد الحالية. وفي أبريل 2017 اشترت شركة نيسيكا لإنتاج الطاقة.
في 2018 أشترت الشركة أصولٍ شركة بي اتش بي الصخرية في تكساس ولويزيانا، بما في ذلك بتروهوك إنيرجي مقابل 10.5 مليار دولار، ودمجتها معَ فرعها «بي بي إكس إنرجي». وفي 2018 أيضًا اشترت حصّة 16.5٪ في حقل كلاير في المملكة المتَّحدة من كونوكو فيلبس، ورفعت حصَّتها إلى 45.1٪، مقابل 1.3 مليار جنيه إسترليني وأعطت شركة كونوكو فيليبس 39.2٪ من حصَّتها غير المشغلة في حقل نفط نهر كوباروك وحقول النفط التابعة في ألاسكا. ووفي ديسمبر 2018 باعت شركة بي بي أصولٍ طاقة الرياح في تكساس.
في 2018 أستحوذت بي بي على «شارج ماستر» التي تدير أكبر شبكة لشحن السيَّارات الكهربائيّة في المملكة المتحدة،  وفي 2019 شكلت معَ شركة ديدي مشروع مشترك للبنية التحتية لشحن المركّبات الكهربائيّة في الصين، وأعلنت في سبتمبر 2020 أنَّها ستنشئ شبكة شحن سريع في لندن لشركة أوبر.
في يناير 2019 أكتشفت الشركة 1 بليون برميل (160×106 م3) من النف في موقع ثاندر هورس في خليج المكسيك، وأعلنت عن خطط لإنفاق 1.3 مليار دولار على المرحلة الثالثة من حقل أتلانتس بالقرب من نيو أورلينز.
عين هيلج لوند رئيساً لمجلس إدارة بي بي في 1 يناير 2019،  وعين «برنارد لوني» رئيس تنفيذي في 5 فبراير 2020.
في 29 يونيو 2020 باعت بي بي وحدتها البتروكيماوية لشركة إينيوس مقابل 5 مليارات دولار، وَالتي كانَ لها مصالح في 14 مصنعًا في آسيا وأوروبا والولايات المتحدة، وحققت إنتاجًا قدره 9.7 مليون طن متري في عام 2019. وفي 30 يونيو 2020 باعت جميع عملياتها ومصالحها في ألاسكا، وحصصها في حقل نفط خليج برودهو، إلى «هيلكورب إنرجي» مقابل 5.6 مليار دولار. وفي 14 ديسمبر 2020 باعت حصَّتها البالغة 49٪ في نظام أنابيب ألاسكا لشركة حصاد ألاسكا.
في سبتمبر 2020 شكلت بي بي شراكة معَ «ستات أويل» لتطوير الرياح البحرية وأعلنت أنَّها ستستحوذ على حصّة غير تشغيلية بنسبة 50٪ في «إمباير ويند» قبالة نيويورك وشركة بيكون ويند قبالة مزارع الرياح البحرية في ولاية ماساتشوستس، ومن المتوقع أنَ تكتمل الصفقة في النصف الأول من عام 2021. في ديسمبر 2020 أستحوذت بي بي على حصّة أغلبية في فينيت كاربون أكبر مطور لتعويضات الكربون في الغابات في الولايات المتحدة.
وفي 18 ديسمبر 2023، أعلنت إنها ستوقف جميع عمليات النقل عبر البحر الأحمر مؤقتا بعد الهجمات التي شنتها قوات جماعة الحوثي في اليمن ردًا على حرب إسرائيل في غزة.

## العمليَّات

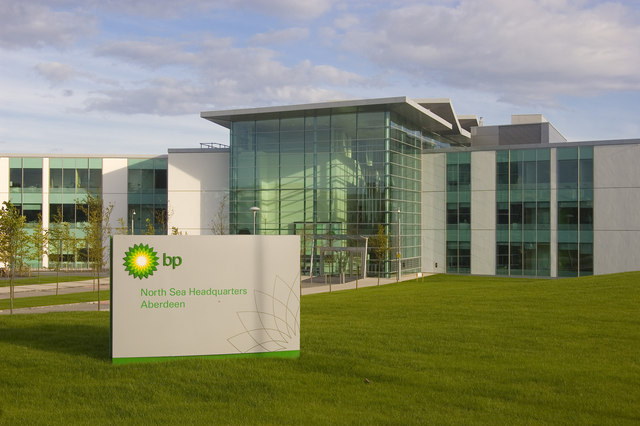
مقر بي بي في بحر الشمال الذي تم بنائه بتكلفة 50 مليون جنيه إسترليني

كانَ لشركة بي بي عمليات في 78 دولة حول العالم في 31 ديسمبر 2018،  ويَقع المقر العالميّ لها في لندن، ويتمّ تنظيمُ عمليات بي بي في ثلاثة قطاعات أعمال وهي المنبع، والمصب، والطاقة المتجددة.
تنشر بي بي سنويًا مراجعتها الإحصائيَّة للطاقة العالمية منذُ عام 1951، وَالتي تُعتبر معيارًا لصناعة الطاقة.

### المملكة المتَّحدة

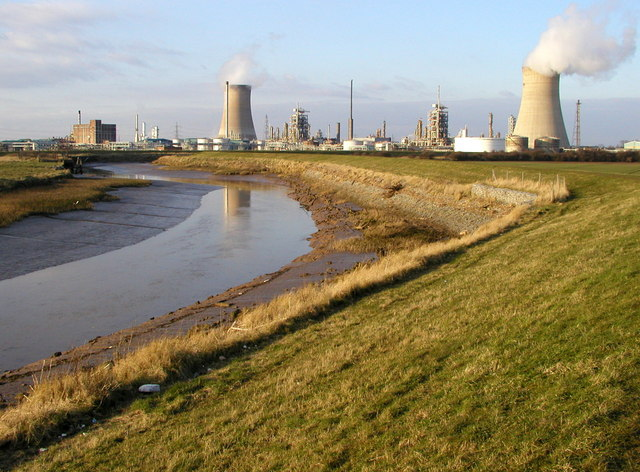
مصنع الكيماويات بي بي في سالتند بالقرب من هال، المملكة المتحدة

لدى بي بي مقر رئيسي في «سنبري أون ثاميس» يُضمُّ حوالي 3500 موظف وأكثر من 50 وحدة أعمال،  ويَقع المقر الرئيسيّ لعملياتها في بحر الشمال في أبردين، اسكتلندا. وتقعُ وظائف تداول بي بي في مبنى «20 كندا سكوير» في كناري وارف في لندن. وتَمتلكُ شركة بي بي ثلاثة مراكز بحث وتطوير رئيسيَّة في المملكة المتحدة.
اعتبارًا من 2020 تركزت عمليات بي بي في مراكز كلير وكواد 204 وإيتاب، بعدَ بيع مصالحها في أندرو وشيرووتر. وفي 2011 أعلنت الشركة تركيز استثماراتها في بحر الشمال البريطانيّ في أربعة مشاريع تنموية بما فيها حقول النفط كلير وديفينيك وشيهاليون ولويال وكينول. وبي بي هي مشغل حقل كلير النفطيّ وهو أكبر مورد هيدروكربوني في المملكة المتحدة.
لدى بي بي 1200 محطّة خدمة في المملكة المتحدة. ومنذ عام 2018 تدير شركة بي بي أكبر شبكة لشحن السيارات الكهربائية في المملكة المتَّحدة من خِلال فرعها «بي بي شارج ماستر».

### الولايات المتَّحدة

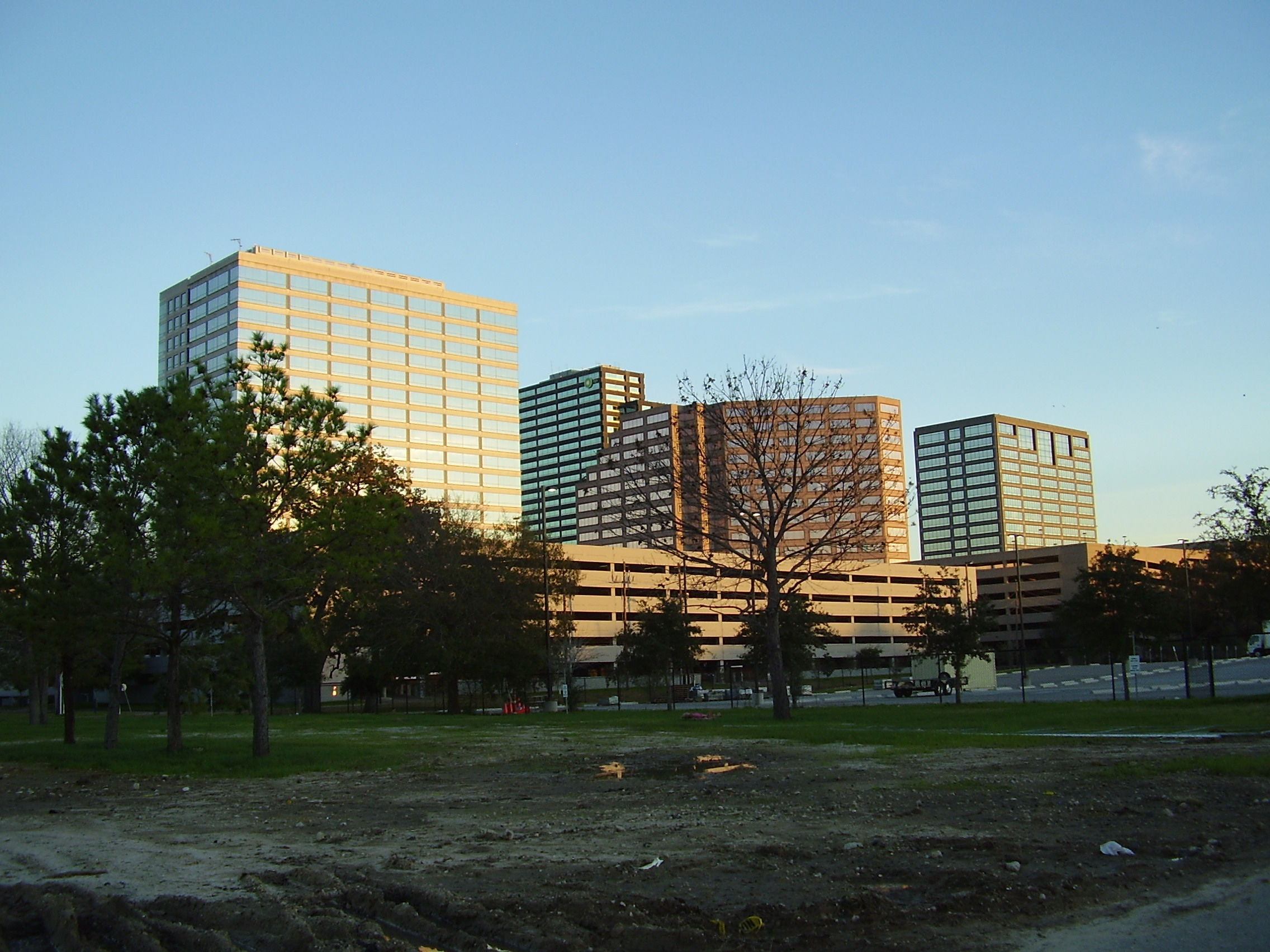
المقر الرئيسي لشركة بي بي أميركا في هيوستن

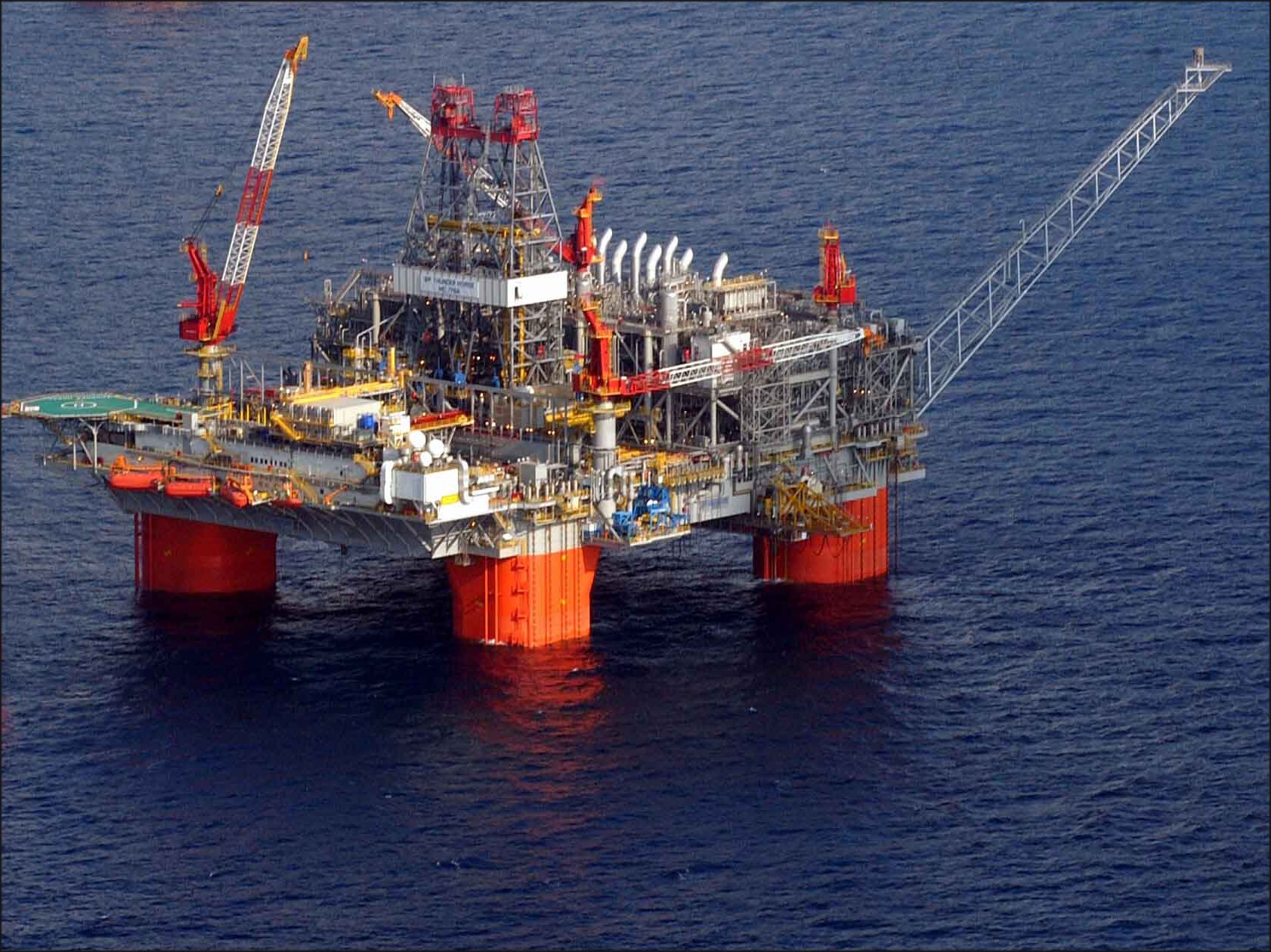
منصة النفط شبه الغاطسة "ثاندر هورس PDQ" في حقل نفط ثاندر هورس

تُشكِّل عمليات الولايات المتَّحدة ما يقرب من ثلث عمليات بي بي،  حيثُ توظف ما يقرب من 14000 شخص في الولايات المتحدة،  وفي 2018 بلغَ إجمالي إنتاج الشركة في الولايات المتَّحدة 385,000 برميل لكل يوم (61,200 م3/ي) من النفط و1.9 بليون قدم مكعب لكل يوم (54×106 م3/ي) من الغاز الطبيعي،  وكان الإنتاج 703,000 برميل لكل يوم (111,800 م3/ي).

### التنقيب والإنتاج
تعمل «بي بي أبستريم» في مجال التنقيب عن موارد جديدة للنفط والغاز الطبيعي، وتطوير الوصول إليها، وإنتاج ونقل وتخزين ومعالجة النفط والغاز الطبيعي،  وتجري أنشطتها في 25 دولة حول العالم، وفي عام 2018 أنتجت بي بي حوالي 3.7 مليون برميل لكل يوم (590×103 م3/ي) من معادل النفط،  منها 2.191 مليون برميل لكل يوم (348.3×103 م3/ي) سوائل و8.659 بليون قدم مكعب لكل يوم (245.2×106 م3/ي) من الغاز الطبيعي، وبلغ إجمالي الاحتياطيات المؤكدة 19,945 مليون برميل (3,171.0×106 م3) من معادل النفط، منها سوائل تمثل 11,456 مليون برميل (1,821.4×106 م3) والغاز الطبيعي 49.239 تريليون قدم مكعب (1.3943×1012 م3). بِالإضافة إلى التنقيب عن النفط التقليديّ وإنتاجه، وتملّك بي بي حصّة في مشاريع الرمال النفطيَّة الثلاثة في كندا.
تتوقع بي بي خفض إنتاجها من النفط والغاز بمقدار مليون برميل يوميًا على الأقل بحلول 2030، وهو انخفاض بنسبة 40٪ عن مستويات عام 2019. ويستثني التخفيض الإنتاج غير المشغّل وحصة بي بي في روسنفت.

### التكرير والتسويق

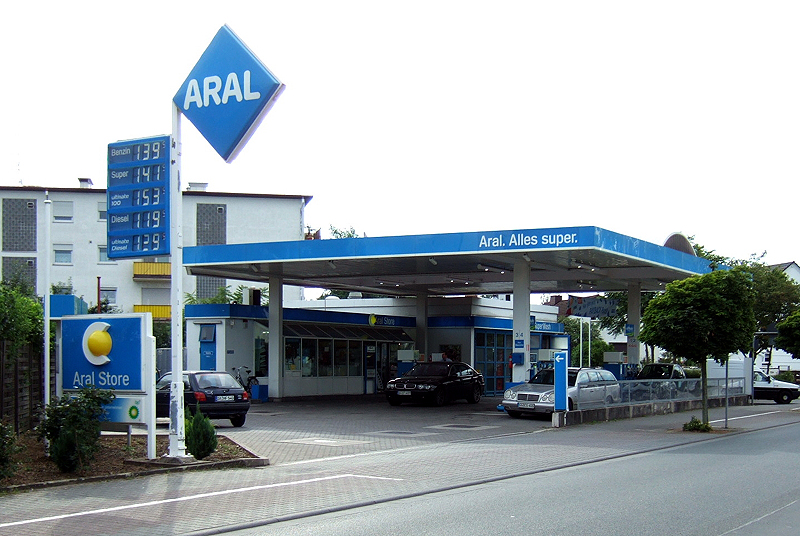
محطة خدمة أرال في فايترشتات، ألمانيا

تعمل شركة «بي بي داون ستريم» في مجال التكرير والتسويق والتصنيع والنقل والتجارة وتوريد النفط الخام والمنتجات البترولية. وهي مسؤولة عن أعمال الوقود وزيوت التشحيم لشركة بي بي، ولها عمليات رئيسيَّة في أوروبا وأمريكا الشماليَّة وآسيا. وتملّك شركة بي بي 11 مصفاة أو لها حصّة فيها.
توظف بي بي حوالي 1800 شخص في تجارة النفط وتتاجر بأكثر من 5 مليون برميل لكل يوم (790×103 م3/ي) من النفط والمنتجات المكررة، وهي ثالث أكبر تاجر نفط في العالم بعدَ رويال داتش شل وفيتول. ومن المقدر أنَ تكون عملياتها قادرة على تحقيق أرباح تداول تزيد عن مليار دولار في عام جيد.
يوفر قسم الطيران «بي بي أير» وقود الطائرات وزيوت التشحيم والخدمات الأخرى، وله عمليات في أكثر من 50 دولة حول العالم، فيمَا تعمل «بي بي للشحن» التي يقع مقرها في لندن وسنغافورة وشيكاغو أيضًا، على توفير الخدمات اللوجستيَّة لنقل شحنات النفط والغاز الخاصّة بشركة بي بي إلى السوق، وضمان الهيكل البحري. وتدير الشركة أسطولًا كبيرًا من السفن يتم الاحتفاظ بمعظمها بموجب عقود إيجار تشغيلية طويلة الأجل. وتقومُ فرق التأجير التابعة لشركة «بي بي للشحن» بتأجير سفن تابعة لجهات خارجية على أساس إيجار الوقت ورحلة الإيجار، ويتكوَّن أسطول شركة بريتيش بتروليوم من ناقلات نفط خام كبيرة جدًا (VLCCs)، وناقلة مكوكية واحدة في بحر الشمال، وناقلات نفط خام ومنتجات متوسطة الحجم، وناقلات غاز طبيعي مسال (LNG)، وناقلات غاز البترول المسال (LPG)، وسواقي. وكلها مزدوجة الهيكل.
تملك بي بي حوالي 18700 محطّة خدمة في جميع أنحاءِ العالم،  وعلامتها التجاريَّة الرائدة في مجال البيع بالتجزئة هي (بالإنجليزية: BP Connect) وهي سلسلة من محطَّات الخدمة مدمجة معَ متجر صغير،  وتدير بي بي محطَّات خدمة تحت العلامة التجاريَّة «أرال». وتشغلُ الشركة محطَّات الخدمة بشكلٍ أساسي تحت العلامة التجاريَّة «أركو» على الساحل الغربيّ للولايات المتحدة، في ولايات كاليفورنيا وأوريجون وواشنطن ونيفادا وأيداهو وأريزونا ويوتا. وفي أُستراليا تدير بي بي عددًا من مراكز السفر التابعة لها، وهي مواقع وجهة واسعة النطاق، وتتميّز أيضًا بمستأجري بيع المواد الغذائيَّة بالتجزئة مثل ماكدونالدز ودجاج كنتاكي وناندوز ومرافق للرحلات الطويلة.
تُعدّ «كاسترول» العلامة التجاريَّة الرئيسيَّة لشركة بريتيش بتروليوم لزيوت التشحيم الصناعيّة والسيارات ويتمّ تطبيقها على مجموعة كبيرة من زيوت بريتيش بتروليوم والشحوم والمنتجات المماثلة لمعظم تطبيقات التزييت.

## شؤون الشركة

### الإدارة
رئيس مجلس الإدارة هو «هيلج لوند» و«برنارد لوني» هو الرئيس التنفيذي.
أعضاء مجلس إدارة الشركة هم (فبراير 2020):
- هيلج لوند (الرئيس)
- برنارد لوني (الرئيس التنفيذي)
- بريان جيلفاري (المدير المالي)
- نيلز أندرسن (مدير غير تنفيذي مستقل)
- أليسون كارنوث، (مدير مستقل غير تنفيذي)
- باميلا دالي (مديرة مستقلة غير تنفيذية)
- إيان ديفيس (كبير المديرين المستقلين)
- آن داولنغ (مدير غير تنفيذي مستقل)
- ميلودي ماير (مدير مستقل غير تنفيذي)
- بريندان نيلسون (مدير غير تنفيذي مستقل)
- بولا روسبوت رينولدز (مديرة مستقلة غير تنفيذية)
- جون ساويرز، (مدير غير تنفيذي مستقل)

### الأسهم
يتكون سهم بي بي من أسهم بي بي الأصليَّة بِالإضافة إلى الأسهم المُكتسبة من خِلال عمليات الدمج معَ أموكو في عام 1998 وشركة أتلانتك ريتشفيلد‏ (ARCO) في 2000،  ويتمّ تداول أسهم الشركة في بورصة لندن بشكلٍ أساسي، وهي مدرجة أيضًا في بورصة فرانكفورت للأوراق الماليَّة في ألمانيا، وفي الولايات المتَّحدة في بورصة نيويورك.
بعدَ موافقة لجنة التجارة الفيدرالية الأمريكيَّة على اندماج بي بي-أموكو في 1998، أُزيل سهم أموكو من إس وبي 500 ودُمج معَ أسهم بي بي في بورصة لندن،  وأدى الاندماج معَ أموكو إلى زيادة سعر السهم بنسبة 40٪ بحلول أبريل 1999،  وأنخفضت الأسهم بنسبة 25٪ في 2000 عندما عارضت لجنة التجارة الفيدراليَّة استحواذ «بي بي-أموكو» على «أركو». وفي أبريل 2000 وافقت اللجنة على العملية ورفع ذلك قيمة السهم 57 سنتًا عن العام السابق.
تسبب حادثة التسرب النفطي في خليج المكسيك 2010 في انخفاض حاد في أسعار الأسهم، وخسرت أسهم بي بي ما يقرب من 50٪ من قيمتها خِلال 50 يومًا. وأنخفضت أسهم شركة بريتيش بتروليوم إلى أدنى مستوى لها عند 26.97 دولارًا أمريكيًا للسهم الواحد في 25 يونيو 2010. ولاحقاً أرتفعت الأسهم إلى أعلى مستوى لها عند 49.50 دولارًا في أوائل عام 2011.
في 22 مارس 2013 أعلنت شركة بريتيش بتروليوم عن إعادة شراء أسهم بقيمة 8 مليارات دولار،  بعدَ إغلاق صفقة TNK-BP، كما نُظر إلى إعادة الشراء على أنَّها طريقة لاستثمار الأموال الزائدة من صفقة TNK-BP.

### العلّامات التجاريَّة والعلاقات العامَّة
في الربع الأول من 2001، تبنت الشركة الاسم التسويقي لشركة بي بي واستُبدلت شعارها «جرين شيلد» برمز "Helios" وهو شعار دوار الشمس باللونين الأخضر والأصفر سمي على اسم إله الشمس اليوناني، وصمم لتمثيل الطاقة في العديد منها. وقدمت بي بي شعارًا جديدًا للشركة «بايوند بترولوم» معَ إطلاق حملة إعلانية وتسويقية بتكلفة بلغت 200 مليون دولار،  ويُمثل الشعار الجديد تركيز الشركة على تلبية الطلب المُتزايد على الوقود الأحفوري، وتصنيع وتقديم منتجات أكثر تقدمًا، وتمكين الاٍنتقال إلى بصمة كربونية أقل.
بحلول عام 2008، نجحت حملة العلّامات التجاريَّة لشركة بي بي بالحصول على «جائزةً إيفي لعام 2007» من جمعية التسويق الأمريكية، وكان لدى المستهلكين انطباع بأنَّ بي بي إحدى أكثر شركات البترول خضرة في العالم. وأنتقد الشركة خبراء البيئة وذكروا أنَ أنشطة الطاقة البديلة للشركة ليست سوى جزء صغير من أعمالها.
حصلت بي بي على صورة عامة سلبية بسببِ الحوادث الصناعيّة التي حدثت خِلال العقد الأول من القرن الحادي والعشرين، وتضررت صورتها العامَّة بشدَّة بعدَ التسرب النفطي في خليج المكسيك 2010، الذي قللت الشركة من خطورته. وتعرضُ الرئيس التنفيذيّ توني هيوارد لانتقادات بسببِ تصريحاته،  وأشادت بعض وسائل الإعلام بشركة بي بي لاستخدامها وسائل التواصل الاجتماعي لتوضيح جهودها لتنظيف التسرب النفطي.
في فبراير 2012 أطلقت شركة «بي بي نورث أميركا» حملة ترويجية بقيمة 500 مليون دولار لإعادة بناءً علامتها التجارية.
بلاغت ميزانية إعلانات الشركة حوالي 5 ملايين دولار في الأسبوع خِلال التسرب الذي دام أربعة أشهر في خليج المكسيك، وبلغ مجموعها حوالي 100 مليون دولار.
في مايو 2012 كلفت بي بي أحد موظَّفي المكتب الصحفي للانضمام علنًا إلى المُناقشات على صفحة نقاش مقالة ويكيبيديا الإنجليزية، واقتراح محتوى ليتم نشره من قبل المحررين الآخرين. وظهر الجدل في 2013 حول كمية المحتوى من «شركة بريتيش بتروليوم» التي دخلت هذه المقالة. وصرح جيمي ويلز أحد مؤسسي ويكيبيديا أنَ المُستخدم قال بأنَّه أحد موظَّفي شركة بي بي، ويُعدُّ ذلك أمتثالاً لسياسة الموقع فيمَا يتعلق بتضارب المصالح.

### حقوق المتحولين
في 2014 دعمت شركة بريتيش بتروليوم دراسة عالمية تبحث في التحدّيات التي يواجهها الموظفون من المثليات والمثليين ومزدوجي الميل الجنسيّ ومغايري الهوية الجنسانية، وعن السبل التي يُمكن أنَ تكون بها الشركات «قوة للتغيير» للعاملين من مجتمع الميم في جميع أنحاءِ العالم. وفي 2015 كتبت وكالة رويترز أنَ شركة بريتيش بتروليوم «معروفة بسياساتها الأكثر ليبرالية للعمال المِثليِّين والمتحولين جنسياً». وقال مقال نُشر عام 2016 في "جريدة هيوستن كرونيكل" إنَّ شركة بريتش بتروليوم كانت «من بين الشركات الكبرى الأولى في الولايات المتحدة التي تُقدِّم للعاملين من مجتمع الميم حماية ومزايا متساوية منذُ حوالي 20 عامًا». وسجلت شركة بريتيش بتروليوم 100٪ في مؤشر المُساواة بين الشركات لحملة حقوق الإنسان لعام 2018، والذّي صدر في 2017، على الرغم من أنَ هذه كانت النتيجة الأكثر شيوعًا. وفي 2017 أضافت شركة بريتيش بتروليوم جراحة تغيير الجنس إلى قائمة المزايا للموظفين الأمريكيين،  ووفقًا لحملة حقوق الإنسان فإنَّ شركة بي بي هي إحدى شركات النفط والغاز القليلة التي تُقدِّم مزايا المتحولين جنسيًا لموظفيها، وحصلت على المرتبة 51 في قائمة أفضل 100 عمل لموظفي المثليات والمثليين ومزدوجي الميل الجنسيّ ومغايري الهوية الجنسانية في مؤشر المُساواة في مكان العمل لعام 2017 في ستونوول. وفي 2017 وقَّع جون مينجي رئيس مجلس إدارة شركة «بي بي أميركا» خطابًا معَ مدراء نفطيين آخرين في هيوستن يدينون «فاتورة الحمام» المقترَحة في تكساس.

## السجل البيئي

### سياسة المناخ
قبل عام 1997 كانت شركة بريتيش بتروليوم عضوًا في التحالف العالميّ للمناخ، وهي منظَّمة صناعية تأسَّست للترويج للشك في الاحترار العالمي لكنّها انسحبت في عام 1997 قائلة «إنَّ الوقت للنظر في أبعاد سياسة تغير المناخ ليس عندما تكون الصلة بين غازات الاحتباس الحراري وتمَّ إثبات تغيُّر المناخ بشكلٍ قاطع، ولكنَّ عندما لا يُمكن استبعاد الاحتماليَّة وتأخذها على محمل الجد من قبل المجتمع الذي نحن جزء منه، لقد وصلنا في بي بي إلى هذه النقطة». تميّزت شركة بريتيش بتروليوم بأنَّها أول شركة متعددة الجنسيّات خارج صناعة إعادة التأمين تدعم علنًا الإجماع العلمي بشأن تغير المناخ والذّي وصفه إيلين كلاوسن رئيس مركز بيو المعني بتغير المناخ العالمي، بأنَّه لحظة تحول في هذه القضية. وفي مارس 2002 أعلن اللورد جون براون الرئيس التنفيذيّ لمجموعة بي بي في ذلك الوقت في خطاب أنَ الاحتباس الحراري أمر حقيقي وأنَّ هُناك حاجة لاتخاذ إجراءات عاجلة. على الرغم من ذلك كانت شركة بريتيش بتروليوم في الفترة من 1988 إلى 2015 مسؤولة عن 1.53٪ من انبعاثات غازات الاحتباس الحراري العالمية. وفي 2015 أعتبرت منظَّمة انفلونس ماب غير الربحية التي تتخذ من المملكة المتَّحدة مقراً لها أنَ شركة بي بي أشد المُعارضين للعمل بشأن تغيُّر المناخ في أوروبا. وفي 2018 كانت بي بي أكبر مساهم في الحملة المُعارضة لمبادرة رسوم الكربون 1631 في ولاية واشنطن. وكتب روبرت أليندورفر مدير مصفاة «شيري بوينت» التابعة لشركة بي بي في رسالة إلى المشرعين بالولاية: «ستعفي المُبادرة 1631 ستة من أكبر عشرة مصادر للانبعاثات الثابتة في الولاية، بما في ذلك محطّة طاقة تعمل بالفحم ومصهر للألمنيوم وعدد من مصانع اللب والورق». وفقًا لتصنيف الغارديان 2019 كانت بي بي سادس أكبر مصدر للغازات المسببة للاحتباس الحراري في العالم.
في فبراير 2020 حددت بي بي هدفًا لخفض انبعاثات غازات الاحتباس الحراري إلى الصفر بحلول عام 2050، حيثُ تسعى بي بي للحصول على انبعاثات كربونية صافية صفرية في عملياتها وأنواع الوقود التي تبيعها الشركة، بما في ذلك الانبعاثات من السيَّارات والمنازل والمصانع. وقالت الشركة إنها تعيد هيكلة عملياتها في أربع مجموعات تجاريَّة لتحقيق هذه الأهداف.
في أغسطس 2020 انتقدَ رئيس «شركة بي بي أميركا» ديفيد لولر إلغاء المُتطلبات الفيدراليَّة لتركيب معدات للكشف عن تسربات الميثان وإصلاحها بقوله «إنَّ التنظيم الفيدراليّ المباشر لانبعاثات الميثان ضروري لمنع التسريبات في جميع أنحاءِ الصناعة وحماية البيئة».
في توقعات الطاقة لعام 2020 لشركة بريتيش بتروليوم صرحت الشركة أنَ مشهد الطاقة المتغير إلى جانب الخسائر الاقتصادية لوباء COVID-19 يعني أنَ الطلب العالميّ على النفط الخام لن يتجاوز أبدًا متوسط 2019، حيثُ ترى جميع السيناريوهات الثلاثة في التوقعات انخفاض استهلاك الفحم والنفط والغاز الطبيعي بينما يرتفع دور الطاقة المتجددة، وتُحاول بي بي أيضًا الاٍنتقال من كونها شركة نفط دولية إلى شركة طاقة متكاملة تركز على التقنيّات منخفضة الكربون معَ تحديد هدف لتقليل إنتاجها الإجمالي من النفط والغاز بنسبة 40٪ بحلول عام 2030.

### حقوق السكان الأصْلِيِّين
في دراسة أجراها المعهد النرويجي للشؤون الدوليَّة في 2016، حصلت بي بي على المرتبة 15 من أصلٍ 18 مستوى في حقوق السكان الأصْلِيِّين واستخراج الموارد في القطب الشمالي، وأخذ ترتيب الشركات في الاعتبار 20 معيارًا، مثل التزامات الشركات بالمعايير الدولية، ووجود وحدات تنظيمية مكرسة للتعامل معَ حقوق الشعوب الأصلية، والموظَّفين الأكفاء، وسجلات تتبع قضايا الشعوب الأصلية، والشفافية، وإجراءات التشاور معَ الشعوب الأصلية، لكنّ الأداء الفعلي للشركات في مجال حقوق السكان الأصْلِيِّين لم يتم تقييمه.

### إغراق المواد الخطرة 1993-1995
في سبتمبر 1999 أقرت إحدى الشركات التابعة لشركة بي بي في الولايات المتَّحدة بي بي اكسبلوريشن الاسكا بالذنب في التهم الجنائيَّة الناشئة عن إغراقها غير القانونيّ للنفايات الخطرة على منحدر ألاسكا الشمالي، ودفعت غرامات وعقوبات بلغت 22 مليون دولار. ودفعت شركة بريتيش بتروليوم الحد الأقصى للغرامات الجنائيَّة البالغ 500 ألف دولار، و6.5 مليون دولار في العُقُوبات المدنية، وأنشأت نظام إدارة بيئية بتكلفة 15 مليون دولار في جميع مرافق شركة بريتيش بتروليوم في الولايات المتَّحدة وخليج المكسيك التي تعمل في مجال التنقيب عن النفط أو الحفر أو الإنتاج.

### مخالفات تلوث الهواء
في 2000 أستحوذت بي بي أموكو على أتلانتك ريتشفيلد ‏(ARCO) النفطية،  وفي 2003 قدمت «منطقة إدارة جودة الهواء في الساحل الجنوبي بولاية كاليفورنيا» (AQMD) شكوى ضدَّ شركة «بي بي/أركو» وطلبت 319 مليون دولار غرامات لآلاف انتِهاكَاتٍ تلوث الهواء على مدى 8 سنوات. وفي يناير 2005 رفعت الوكالة دعوى ثانية ضدَّ شركة بريتيش بتروليوم بناءً على انتِهاكَاتٍ بين أغسطس 2002 وأكتوبر 2004، وزعمت الدعوى أنَ شركة بريتيش بتروليوم أطلقت بشكلٍ غير قانوني ملوثات الهواء من خِلال إخفاقها في فحص وصيانة وإصلاح وتشغيل الآلاف من قطع المعدات بشكلٍ صحيح عبر المصفاة كما هو مطلوب بموجب لوائح AQMD. وقالت بأنَّ سبب بعض الانتهاكات يعود إلى الإهمال، وأنَّ انتِهاكَاتٍ أُخرى كانت متعمدة من مسؤولي المصفاة.
في 2005 توصلت الشركة إلى تسوية وافقت بموجبها على دفع 25 مليون دولار غرامات نقدية و6 ملايين دولار في رسوم الانبعاثات السابقة، وعلى إنفاق 20 مليون دولار على التحسينات البيئيَّة في المصفاة و30 مليون دولار على البرامج المجتمعيَّة التي تركز على تشخيص الربو وعلاجه.
في 2013 رفع 474 شخص من سكان مقاطعة جالفستون يعيشون بالقرب من مصفاة تكساس سيتي دعوى قضائيَّة بقيمة مليار دولار ضدَّ شركة بي بي، متهمينها «بتضليل الجمهور عمدًا بشأن خطورة» إطلاق أبخرة سامة لمدَّة أسبوعين بدأت في 10 نوفمبر 2011، ولم تعلق بي بي وقالت إنها ستنظر في الدعوى في المحاكم.

### تعويضات الأراضي الزراعيَّة الكولومبية
في عام 2006 توصّل مجموعة من المُزارعين الكولومبيين إلى تسوية خارج المحكمة بملايين الدولارات معَ شركة بريتيش بتروليوم عن الأضرار البيئيَّة التي سببها «خط أنابيب أوكينسا». وأتُهمت الشركة بالاستفادة من نظام الإرهاب الذي نفذته القوات شبه العسكريَّة التابعة للحكومة الكولومبية لحماية خط أنابيب أوكينسا البالغ طوله 450 ميل (720 كـم)، وتقول بريتيش بتروليوم إنها تصرفت بمسؤولية وأنها عوضت مالكي الأراضي بشكلٍ عادل.
في عام 2009 رفعت مجموعة أُخرى مكونة من 95 مزارعًا كولومبيًا دعوى ضدَّ شركة بي بي، قائلين إنَّ خط أنابيب أوكينسا التابع للشركة تسبب في انهيارات أرضية وأضرار بالتربة والمياه الجوفية، وأثر ذلك على المَحاصيل والماشية وتلويث إمدادات المياه، وجعل أحواض الأسماك غير مستدامة. وكانت مُعظم الأراضي التي اجتازها خط الأنابيب مملوكة من قبل الفلَّاحين الذين كانوا أميين وغير قادرين على قراءة تقييمٍ الأثر البيئي الذي أجرته شركة بريتيش بتروليوم قبل البناء، والذّي أقرَّ بمخاطر كبيرة وواسعة النطاق من الأضرار التي لحقت بالأرض. وأصدرت محكمة العدل العليا في كولومبيا حكماً برفض القضية في أغسطس 2016.

### رمال النفط الكندية
شاركت «بي بي» في مشاريع الرمال النفطية منذُ 2007،  ووصفتها منظَّمة السلام الأخضر بأنَّها جريمة مناخية. وأنتقد أعضاء الأمم الأولى في كندا تورط شركة بريتيش بتروليوم في تأثير استخراج الرمال النفطيَّة على البيئة. وفي 2010 تعهدت شركة بريتيش بتروليوم بِاستخدام تقنيات الاستخراج في الموقع فقط بدلاً من التعدين المفتوح. وقالت إنها تستخدم تقنية تصريف الجاذبيَّة بمساعدة البخار في الموقع لاستخراج البيتومين. وقالت منظَّمة السلام الأخضر أنَ تلك الطريقة أكثر ضررًا بالمناخ، وفي 2010 طلب المساهمون الناشطون من شركة بريتيش بتروليوم إجراء تحقيق كامل في مشروع الرمال النفطيَّة في سنرايز. وفي عام 2013 انتقدَ المساهمون المشروع لكونه كثيف الكربون.

## المخالفات والحوادث
غرمت إدارة السلامة والصحة المهنية (OSHA) شركة بريتيش بتروليوم أكثر من 2.4 مليون دولار لعملياتها غير الآمنة في مصفاة أوريغون، أوهايو التابعة للشركة، ولإهمالها في تطوير إجراءات الإغلاق وتحديد المسؤوليَّات وإنشاء نظام لمعالجة التوصيات، كما صدرت عقوبات على خمس مخالفات جسيمة.
في 2008 وافقت شركة بريتيش بتروليوم والعديد من مصافي النفط الكبرى الأُخرى على دفع 422 مليون دولار لتسوية دعوى قضائيَّة جماعية ناشئة عن تلوث المياه المرتبط بإضافات ميثيل ثالثي بوتيل الإيثر، وهي مادة كيميائيّة كانت مكونًا رئيسيًا للبنزين، تمَّ العثور على المادة المتسربة من صهاريج التخزين في العديد من أنظمة المياه في جميع أنحاءِ الولايات المتحدة، وأكد المدعون أنَ الصناعة كانت على علم بالمخاطر البيئيَّة ولكنهم استخدموها لأنَّها كانت أقل تكلفة، وطُلب من الشركات دفع 70٪ من تكاليف التنظيف لأي آبار متأثرة حديثًا في أي وقتٍ على مدار الثَّلاثينَ عامًا القادمة.
تمتلك شركة بي بي واحدة من أسوأ سجّلات السلامة لأي شركة نفط كبرى تعمل في الولايات المتحدة، بين عاميّ 2007 و2010 شكلت مصافي بي بي في أوهايو وتكساس 97٪ من الانتهاكات «الفاضحة والمتعمدة» التي أصدرتها إدارة السلامة والصحة المهنيَّة الأمريكيَّة (OSHA)، حيثُ كانَ نصيب شركة بريتيش بتروليوم 760 انتهاكًا «فظيعًا ومتعمدًا» خِلال تلك الفترة.
يُدرج مشروع الرقابة الحكوميَّة وهي منظَّمة غير ربحية مستقلة في الولايات المتَّحدة تحقق وتسعى إلى كشف الفساد وسوء السلوك الأخرى، شركة بي بي في المرتبة الأولى في إدراجها لأسوأ 100 شركة بناءً على حالات سوء السلوك.

### 1965 كارثة الحفارة النفطيَّة البحرية
في ديسمبر 1965 انقلبت أول منصة نفطية بريطانيَّة سيا جم أثناء نقلها إلى موقع جديد، وحُولت منصة النفط على عجل في محاولة لبدء عمليات الحفر بسرعة بعدَ فتح بحر الشمال للاستكشاف، قتل ثلاثة عشر من أفراد الطاقم.

### مصفاة تكساس سيتي
تعرضت مصفاة أموكو النفطيَّة السابقة في تكساس سيتي بولاية تكساس لقضايا بيئية، بما فيها التسريبات الكيماوية وانفجار عام 2005 الذي أدَّى إلى مقتل 15 شخصًا وإصابة المئات. ووصفت «بلومبيرغ نيوز» الحادث بأنَّه «أحد أكثر الحوادث الصناعيّة دموية في الولايات المتَّحدة منذُ 20 عامًا»، وفي أكتوبر 2012 تمَّ بيع المصفاة لشركة ماراثون للبترول.

#### انفجار 2005

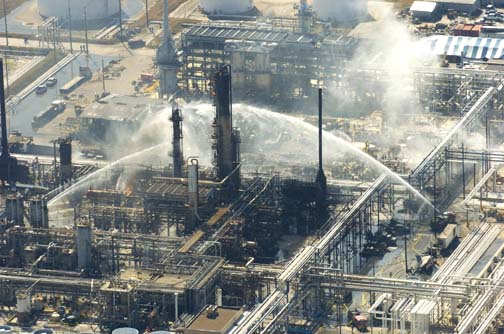
عمليات إطفاء الحريق بعد انفجار مصفاة تكساس سيتي

في مارس 2005 أنفجرت مصفاة مدينة تكساس وهي إحدى المصافي الكبرى المملوكة لشركة بريتيش بتروليوم في ذلك الوقت، وتُسبب الانفجار في مقتل 15 شخصًا وإصابة 180 شخصًا وأجبر الآلاف من السكان المُجاورين على البقاء في منازلهم. وأدى الانفجار إلحاق أضرار جسيمة ببقية المحطة. ويأتي الحادث تتويجا لسلسلة حوادث أقل خطورة في المصفاة، حيثُ لم تعالج الإدارة المشاكل الهندسية، وأوقفت إجرائات الصيانة والسلامة في المصنع لتوفير التكاليف، وتقعُ المسؤوليَّة في النهاية على عاتق المديرين التنفيذيين في لندن.
أثرت تداعيات الحادث على صورة شركة بريتيش بتروليوم بسببِ سوء الإدارة في المصنع، وأجريت عدَّة تحقيقات حول الكارثة، كانَ آخرها تحقيق مجلس التحقيق في السلامة الكيميائية والمخاطر في الولايات المتحدة،  الذي قدم «تقييماً قاسياً للشركة» حيثُ وجدت إدارة السلامة والصحة المهنيَّة (OSHA) «أوجه قصور تنظيمية وسلامة على جميع مستويات شركة BP» وقالت إنَّ الإخفاقات الإداريَّة يُمكن تتبعها من تكساس إلى لندن. وأعترفت الشركة بأنَّها مذنبة بارتكاب جناية انتهاك قانون الهواء النظيف، وغُرمت 50 مليون دولار، وهي أكبر مبلغ تمَّ تقييمه بموجب قانون الهواء النظيف، وحُكم عليها بالسجن لمدَّة ثلاث سنوات.
في 30 أكتوبر 2009 فرضت إدارة السلامة والصحة المهنية الأمريكية (OSHA) غرامة إضافية على شركة بريتيش بتروليوم قدرها 87 مليون دولار، وهي أكبر غرامة في تاريخ إدارة السلامة والصحة المهنية، لفشلها في تصحيح مخاطر السلامة الموثقة في انفجار 2005، حيثُ وجد المفتشون 270 مخالفة للسلامة تمَّ الاستشهاد بها ولم يتم إصلاحها و439 مخالفة جديدة، واستأنفت شركة بريتيش بتروليوم الغرامة. وفي يوليو 2012 وافقت الشركة على دفع 13 مليون دولار لتسوية المخالفات الجديدة، ووجدت إدارة السلامة والصحة المهنيَّة (OSHA) أنَّه «لا توجد مخاطر وشيكة» في مصنع تكساس، فيمَا ظل ثلاثون انتهاكا قيد المناقشة. وفي مارس 2012 قال مسؤولو وزارة العدل الأمريكيَّة إنَّ الشركة أوفت بجميع التزاماتها ومن ثمَّ أنهت فترة الاختبار.
في نوفمبر 2011 وافقت الشركة على دفع 50 مليون دولار لولاية تكساس لانتهاكها معايير الانبعاثات الحكوميَّة في مصفاة تكساس سيتي أثناء وبعد انفجار 2005 في المصفاة، وقال المدعي العام للولاية إنَّ شركة بريتيش بتروليوم مسؤولة عن 72 انبعاث ملوث منفصة يحدث كلّ بضعة أشهر منذُ مارس 2005، وكانت أكبر غرامة تمَّ فرضها بموجب قانون الهواء النظيف في تكساس.

#### تسمم 2007
في 2007 أدعى 143 عاملاً في مصفاة تكساس سيتي أصابتهم بمادة سامة في المصنع، وفي ديسمبر 2009 بعدَ محاكمة دامت ثلاثة أسابيع حكمت هيئة محلفين فيدرالية في جالفستون لعشرة من العمّال تعويض بقيمة 10 ملايين دولار لكل منهم بِالإضافة إلى تعويضات أقل عن النفقات الطبيَّة والألم والمعاناة. وفي مارس 2010 خفض قاضي فيدرالي التعويض إلى أقل من 500 ألف دولار، وقال قاضي المحكمة الجزئية الأمريكيَّة كينيث إم هويت إنَّ المدعين فشلوا في إثبات أنَ شركة بريتيش بتروليوم كانت مهملة للغاية.

#### تسريب 2010
في أغسطس 2010 اتَّهم المدعي العام في تكساس شركة بريتيش بتروليوم بانبعاث ملوثات هواء ضارة بشكلٍ غير قانوني من مصفاة تكساس سيتي لأكثر من شهر، وأعترفت شركة بريتيش بتروليوم أنَ المعدات المعطلة أدَّت إلى إطلاق أكثر من 530,000 رطل (240,000 كـغ) من المواد الكيميائيّة في هواء تكساس والمناطق المحيطة بها خِلال الفترة من 6 أبريل إلى 16 مايو 2010، وشمل التسريب 17,000 رطل (7,700 كـغ) من البنزين و37,000 رطل (17,000 كـغ) من أكاسيد النيتروجين، و186,000 رطل (84,000 كـغ) من أول أكسيد الكربون. وأظهر تحقيق الولاية أنَ فشلَ شركة بريتيش بتروليوم في صيانة معداتها بشكلٍ صحيح تسبب في حدوث خلل، ويسعى المدعي العام إلى فرض عقوبات مدنية لا تقل عن 50 دولارًا ولا تزيد عن 25000 دولار يوميًا عن كلّ انتهاك لقوانين جودة الهواء بالولاية، بِالإضافة إلى أتعاب المحامين وتكاليف التحقيق.
في يونيو 2012 انضم أكثر من 50 ألف من سكان تكساس سيتي إلى دعوى جماعية ضدَّ شركة بريتيش بتروليوم، زاعمين أصابتهم بالمرض في 2010 نتيجةً تسريبات المصفاة،  وفي أكتوبر 2013 وجدت تجربة مصممة كاختبار لدعوى أكبر تضم 45 ألف شخصًا أنَ شركة بريتيش بتروليوم كانت مهملة في القضية، ولكنَّ نظرًا لعدم وجود أدلة جوهرية تربط المرض بالانبعاثات، قرَّرت الشركة أنَّها بريئة من أي مخالفة.

### خليج برودهو

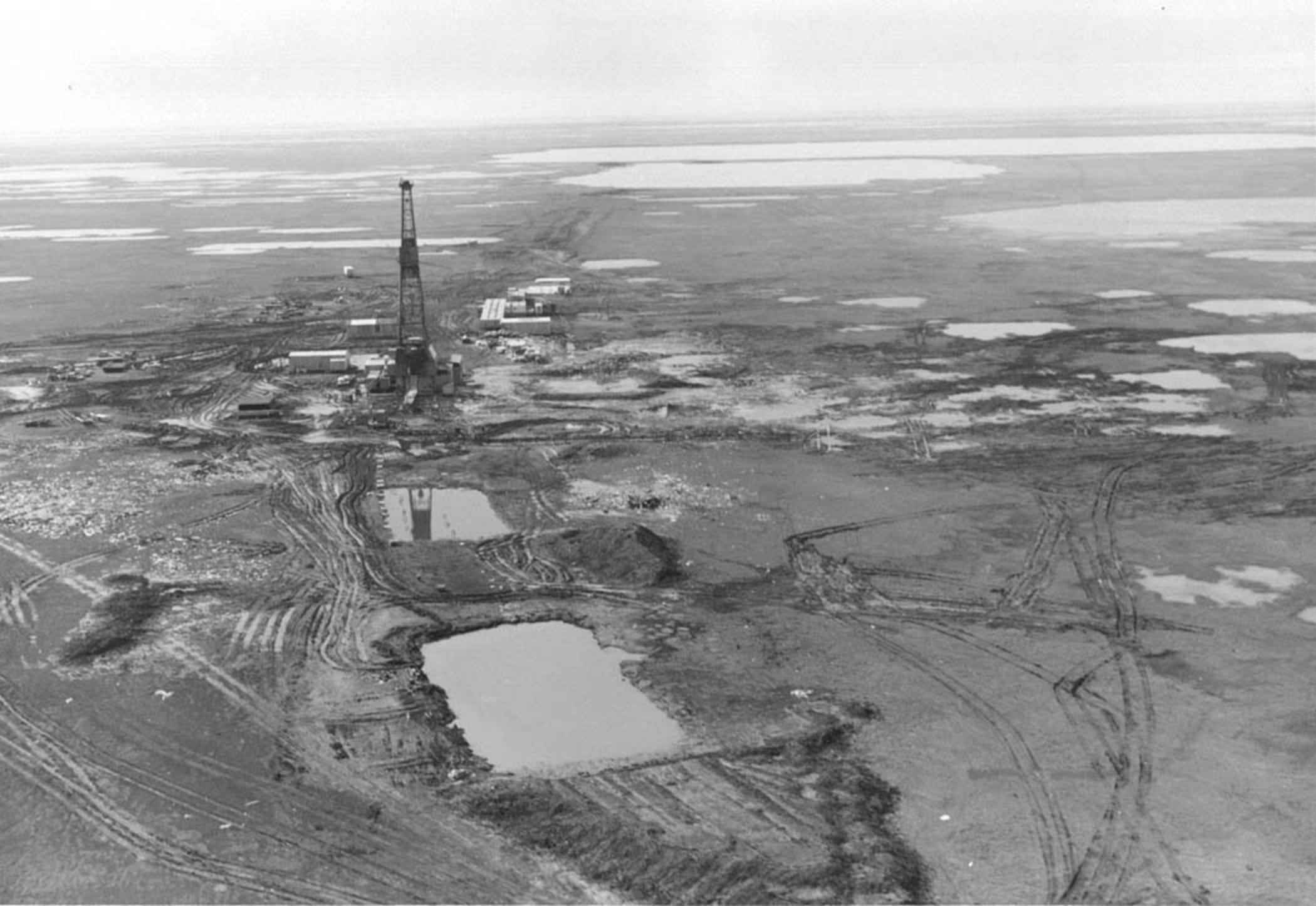
منظر جوي لخليج برودهو

في مارس 2006 أدَّى تآكل خط أنابيب نقل النفط BPXA في خليج برودو الذي يستخدم لنقل النفط إلى خط أنابيب ترانس-ألاسكا إلى تسرب لخمسة أيام يُعدُّ أكبر تسرب نفطيّ على منحدر ألاسكا الشمالي،  ووفقًا لإدارة ألاسكا للحفاظ على البيئة تسرب 212,252 غالون أمريكي (5,053.6 برميل؛ 803.46 م3) من النفط المسكوب على مساحة 2 أكر (0.81 هكتار) في المنحدر الشمالي. وأعترفت شركة بريتيش بتروليوم أنَ تدابير خفض التكاليف أدَّت لانقطاع مراقبة وصيانة خط الأنابيب وما ترتب على ذلك من التسريب.
بحلول مايو 2006 أكملت بي بي تنظيف التسريب وإزالة الحصى الملوث والنباتات التي استبدلت بمواد جديدة من التندرا.
بعدَ التسريب أمر المُنظمون الشركة بفحص 35 كيلومتر (22 ميل) من خطوط الأنابيب في خليج برودهو بِاستخدام «الخنازير الذكية». وفي أواخر يوليو 2006 وجدت «الخنازير الذكية» التي تراقب خطوط الأنابيب 16 مكانًا تآكلت فيها جدران الأنابيب، وأكتشف طاقم شركة بريتيش بتروليوم الذي أُرسل لفحص الأنبوب في أوائل أغسطس تسربًا وانسكابًا صغيرًا،  وأعلنت الشركة إغلاق الجزء الشرقي من حقل ألاسكا لإجراء إصلاحات عليهِ بموافقة وزارة النقل.
وأدى الإغلاق إلى خفض الإنتاج 200,000 برميل لكل يوم (32,000 م3/ي) حتّى بدأَ العمل في الحقل الشرقي إلى الإنتاج الكامل في 2 أكتوبر 2006. وفي المجموع تسرب 23 برميل (3.7 م3) من النفط وتمَّ احتواء واستعادة 176 برميل (28.0 م3)، ووفقًا لقسم ألاسكا للحفاظ على البيئة، تمَّ تنظيف التسريب ولم يكن هُناك أي تأثير على الحياة البرية.
بعدَ إغلاق التسريب تعهدت بي بي باستبدال 26 كيلومتر (16 ميل) من خطوط أنابيب نقل النفط في ألاسكا،  وأكملت الشركة العمل على 16 ميل (26 كـم) من خط الأنابيب الجديد بنهاية 2008. وفي نوفمبر 2007 أقرت شركة بريتيش بتروليوم للتنقيب في ألاسكا بالذنب في إهمال تفريغ النفط، وهي جنحة بموجب قانون المياه النظيفة الفيدراليّ وغُرمت عشرون مليون دولار أمريكي. ولم تكن هُناك أي رسوم على التسرب الأصغر في أغسطس 2006 بسببِ استجابة بي بي السريعة.
في 16 أكتوبر 2007 أبلغ مسؤولو «قسم ألاسكا للحفاظ على البيئة» عن «تسرب سام» من خط أنابيب بي بي في خليج برودهو يُضمُّ 2,000 غالون أمريكي (7,600 ل؛ 1,700 غالون إمب) من الميثانول بشكلٍ أساسي ممزوجًا بالزيت الخام والماء، والذّي تسرب على بركة التندرا المجمدة.

### تسرب غاز بحر قزوين 2008
في 17 سبتمبر 2008 تمَّ اكتشاف تسرب صغير للغاز وتمَّ فتح بئر لحقن الغاز في منطقة منصة أَذربيجان الوسطى في حقل النفط الأذري، وهو جزء من مشروع حقل النفطي أذري - جيراق - جوناشلي (ACG) في أَذربيجان في قطاع بحر قزوين. وتمَّ إغلاق المنصة وإجلاء العاملين، وتمَّ إغلاق منصة أَذربيجان الغربيَّة لأنَّها كانت تعمل عبر كابل من منصة أَذربيجان الوسطى، ولاحقاً تمَّ استئناف الإنتاج في منصة أَذربيجان الغربيَّة في 9 أكتوبر 2008، ومن منصة أَذربيجان الوسطى في ديسمبر 2008.
وفقًا لبرقيات السفارة الأمريكيَّة المسربة كانت شركة بريتيش بتروليوم «حذرة بشكلٍ استثنائي في نشر المعلومات» وأظهرت أنَ الشركة تعتقد أنَ سبب الانفجار كانَ عمل أسمنت سيئ، وقالت البرقيات كذلك إنَّ بعض شركاء ACG لشركة بي بي أشتكوا من كون الشركة شديدة السرية وحجبت المعلومات عنهم.

### صهاريج تخزين كاليفورنيا
رفع المدعي العام لمقاطعة سانتا باربارا دعوى قضائيَّة ضدَّ «شركة بي بي ويست كوست برودكتس» و«شركة بي بي نورث أميركا برودكتس» و«شركة اتلانتيك ريتشفيلد»، بسببِ مزاعم أنتهاكها قوانين الولاية المتعلّقة بتشغيل وصيانة صهاريج تخزين وقود المركّبات تحت الأرض، وقامت شركة بي بي بتسوية الدعوى مقابل 14 مليون دولار، وزعمت الشكوى أنَ شركة بريتيش بتروليوم فشلت في فحص وصيانة الخزّانات الأرضية المُستخدمة لتخزين البنزين للبيع بالتجزئة في ما يقرب من 780 محطّة وقود في كاليفورنيا على مدى عشر سنوات، وأنتهكت قوانين المواد الخطرة الأُخرى والنفايات الخطرة، وتمَّت تسوية القضية في نوفمبر 2016 وكانت نتيجةً التعاون بين مكتب المدعي العام في كاليفورنيا والعديد من مكاتب المدعي العام في جميع أنحاءِ الولاية.

### انفجار ديب واتر هورايزن

تقاوم قاطرات مناولة المرساة النيران في "ديب ووتر هورايزون" بينما يبحث خفر السواحل الأمريكي عن الطاقم المفقود

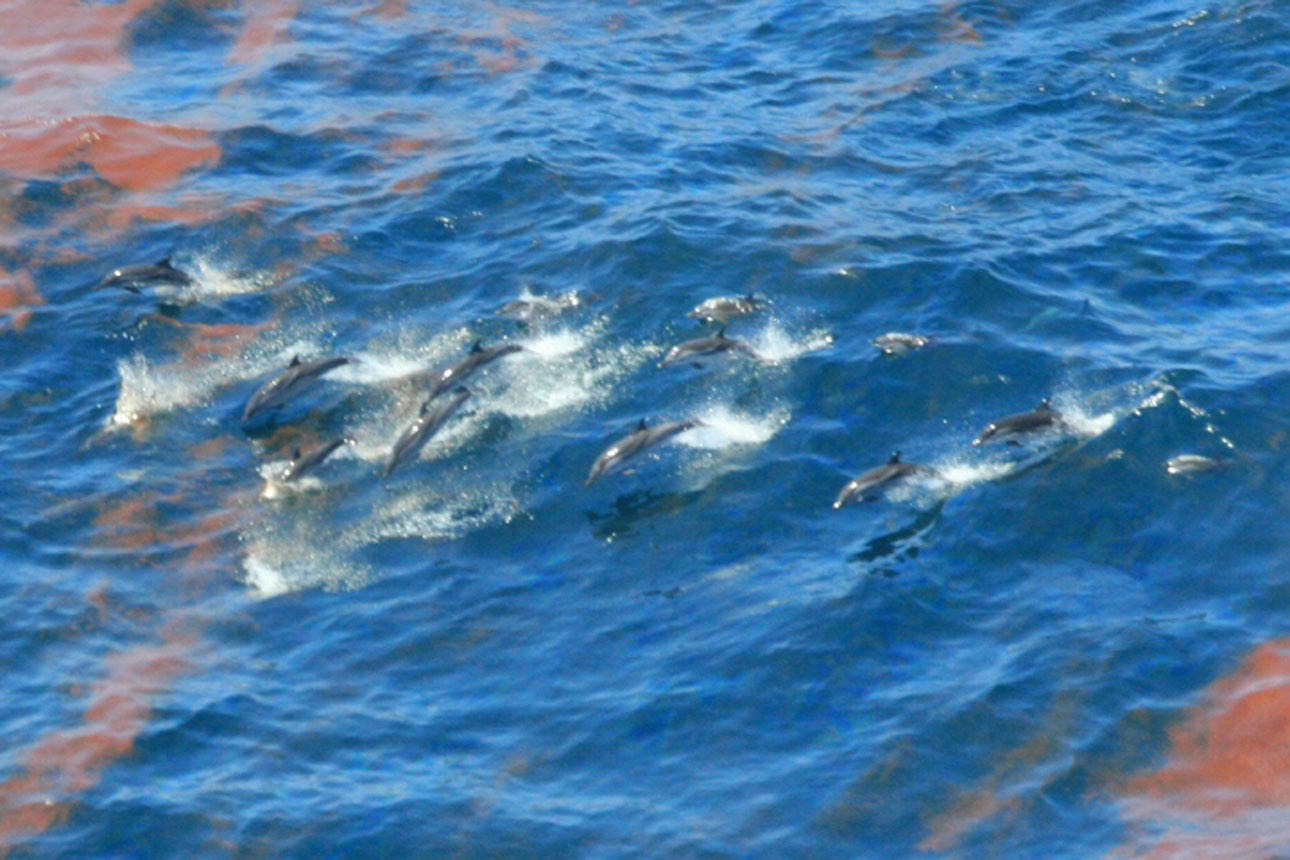
لوحظت الدلافين المخططة (دلفين أزرق أبيض) في الزيت المستحلب في 29 أبريل 2010

كانَ تسرب النفط في ديب واتر هورايزن حادثًا صناعيًا كبيرًا في خليج المكسيك، أسفر عن مقتل أحد عشر شخصًا وإصابة ستة عشر آخرين، وتسريب حوالي 4.9 مليون برميل (210 مليون غال.أمريكي؛ 780,000 م3) من النفط، ممَّا جعله أكبر تسرب نفطيّ بحري عرضي في تاريخ صناعة البترول،  وكلف الشركة أكثر من 65 مليار دولار للتنظيف والرسوم والعقوبات.
كانَ للتسرب أثر اقتصادي قوي على القطاعات الاقتصاديَّة لساحل الخليج مثل صيد الأسماك والسياحة.

#### تأثير بيئي
تسبب تسرب النفط في أضرار لمجموعة من الأنواع والمواطن في الخليج،  ويقولُ الباحُثون إنَّ خليط الزيت والهيدروكربونات العطرية متعددة الحلقات تغلغل في السلاسل الغذائية من خِلال العوالق الحيوانية. وقد تمَّ توثيق التأثيرات السمية في أسماك القاع والسطحية ومجتمعات مصبات الأنهار والثدييَّات والطيور والسلاحف والشعاب المرجانيَّة في المياه العميقة والعوالق والمنخربات والمجتمعات الميكروبية.
تتكون التأثيرات على مجموعات سكانيَّة مختلفة من زيادة معدل الوفيات أو إعاقة شبه مميتة على قدرة الكائناتُ الحية على العلف والتكاثر وتجنُّب الحَيوانات المفترسة، وفي عام 2013 تمَّ الإبلاغ عن استمرار موت الدلافين والحياة البحرية الأُخرى بأعداد قياسية معَ موت الدلافين الرضع بمعدل ستة أضعاف المعدل الطبيعي،  وكان نصف الدلافين التي تمَّ فحصها في دراسة أجريت في ديسمبر 2013 مريضة أو تحتضر، وقالت شركة بريتيش بتروليوم إنَّ التقرير «غير حاسم فيمَا يتعلق بأي سبب مرتبط بالتسريب».
أشارت دراسات أجريت في 2013 إلى أنَ ثلث النفط المنبعث بقي في الخليج، وأنَّ النفط الموجود في قاع البحر لم يكن متحللاً،  وأنَّ النفط في المناطق الساحليَّة المُتضررة أدَّى لزيادة التآكل بسببِ موت أشجار المنغروف والأعشاب المستنقعية.
وجد باحثون درسوا الرواسب ومياه البحر والنباتات والمأكولات البحرية مركبات سامة بتركيزات عالية قالوا إنها ناتجة عن تسرب الزيت والمشتتات المضافة. على الرغم من تعافي مصايد الأسماك في الخليج في عام 2011  ووجدت دراسة أجريت عام 2014 عن تأثي تسرب النفط على التونة ذات الزعانف الزرقاء من قبل باحثين في جامعة ستانفورد والإدارة الوطنية للمحيطات والغلاف الجوي، وَالتي نُشرت في مجلّة ساينس، أنَ السموم المنبعثة من التسرب النفطيّ تسبب في حدوث سكتة قلبية للأسماك، ووجدت الدراسة أنَ التركيزات المُنخفضة جدًا من النفط الخام يُمكن أنَ تبطئ من ضربات قلب الأسماك، وعارضت شركة بريتيش بتروليوم الدراسة التي أجريت كجزء من عملية تقييمٍ أضرار الموارد الطَّبيعية الفيدراليَّة المطلوبة بموجب قانون التلوث النفطي. ووجدت الدراسة أيضًا أنَ الزيت الذي تمَّ تكسيره بالفعل بواسطة حركة الأمواج والمشتتات الكيميائيّة كانت أكثر سمية من الزيت الطازج. ووجدت دراسة أُخرى أجراها 17 عالمًا من الولايات المتَّحدة وأُستراليا وتمَّت مراجعتها من قبل الأقران، وصدرت في مارس 2014 ونشرت في الأكاديمية الوطنية للعلوم، أنَ التونة والسريولا التي تعرضت للزيت من التسريب طورت تشوهات في القلب وأعضاء أخرى، وردت شركة بريتيش بتروليوم أنَ تركيزات النفط في الدراسة كانت مستوى نادرًا ممَّا شوهد في الخليج، لكنّ صحيفة نيويورك تايمز ذكرت أنَ بيان شركة بريتيش بتروليوم تناقض معَ الدراسة.

#### التأثيرات على صحّة الإنسان
أشارت الأبحاث التي تمت مناقشتها في مؤتمر في 2013 النتائج الأولية لدراسة جارية يجريها المعهد الوطنيّ لعلوم الصحة البيئيَّة إلى أنَ عمَّال تنظيف التسرب النفطيّ يحمل علامات حيوية للمواد الكيميائيّة الموجُودة في الزيت المنسكب والمشتتات المستخدمة. ووجدت العديد من الدراساتِ أنَ «نسبة كبيرة» من سكان الخليج أبلغوا عن مشاكل نفسية مثل القلق والاكتئاب واضطراب ما بعد الصدمة، ووفقًا لدراسة أجرتها جامعة كولومبيا حول الآثار الصحيّة بين الأطفال الذين يعيشون على بعدَ أقل من 10 أميال من الساحل فإنَّ أكثر من ثلث الآباء يبلغون عن أعراض صحية جسدية أو عقلية بين أطفالهم.
ذكرت صحيفة "60 دقيقة" الأستراليَّة أنَ الأشخاص الذين يعيشون على طول ساحل الخليج أصبحوا مرضى من خليط كوركسيت والنفط. وقالت سوزان د. شو من مجموعة العمل للعلوم الإستراتيجيَّة لتسرب النفط في "ديب ووتر هورايزون" أنَ الشركة أبلغت الجمهور أنَ كوركسيت غير ضار مثل سائل غسيل الصحون لكنّها كانت تعلم بسمية كوركسيت". ووفقًا لها فإنَّ ورقة السلامة الخاصّة بشركة بي بي على كوركسيت تنص على وجود "مخاطر عالية وفورية على صحّة الإنسان". لم تزود الشركة عمَّال التنظيف بمعدات السلامة ونادرًا ما تتبع أدلة السلامة أو توزعها على العمال، ووفقًا لتحقيق أجرته "مجلّة نيوزويك" نصت أدلة السلامة على ما يلي: "تجنب استنشاق البخار" و"ارتدِ ملابس واقية مناسبة". وأفاد عمَّال تنظيف النفط أنَّه لم يُسمح لهم بِاستخدام أجهزة التنفس الصناعي، وأنَّ وظائفهم مهددة إذا فعلوا ذلك.
أفادت دراسة نشرت في «المجلّة الأمريكيَّة للطب» بتغير كبير في ملامح دم الأفراد المُعرَّضين للزيت المنسكب والمشتت وتعرضهم لخطر متزايد للإصابة بسرطان الكبد وسرطان الدم واضطرابات أخرى. وعارضت شركة بي بي منهجيتها وقالت إنَّ دراسات أُخرى تدعم موقفها بأنَّ المشتتات لا تُشكِّل خطراً على الصحة.
في عام 2014 نُشرت دراسة في «الأكاديمية الوطنية للعلوم» وجدت تشوهات في القلب في الأسماك المعرضة للزيت من التسرب. وقال الباحُثون إنَّ نتائجهم ربما تنطبق على البشر وكذلك الأسماك.

#### الدعاوى المدنيَّة والجنائيَّة
رفعت وزارة العدل دعوى مدنية وجنائية ضدَّ شركة بريتيش بتروليوم وآخرين في 15 ديسمبر 2010 لانتهاكهم قانون المياه النظيفة في محكمة المُقاطعة الأمريكيَّة للمنطقة الشرقيَّة من لويزيانا،  ودُمجت القضية معَ حوالي 200 قضية أخرى، مرفوعة من الولايات والأفراد والشركات أمام قاضي المُقاطعة الأمريكيَّة كارل باربييه.
في نوفمبر 2012 توصلت بي بي ووزارة العدل إلى تسوية بقيمة 4 مليارات دولار لجميع التهم الجنائيَّة الفيدراليَّة المتعلّقة بالانفجار والتسريب. وبموجب التسوية أعترفت الشركة بالذنب في 11 جريمة قتل، وجنحتان، وجناية كذب على الكونجرس، ووافقت على أربع سنواتٍ من مراقبة الحكومة لممارساتها وأخلاقها المتعلّقة بالسلامة، ودفعت الشركة 525 مليون دولار لتسوية رسوم مدنية من قبل لجنة الأوراق الماليَّة والبورصات عن تظليل المستثمرين بشأن معدل تدفق النفط من البئر. وفي الوقت نفسه وجهت الحكومة الأمريكيَّة اِتِّهامات جنائية ضدَّ ثلاثة من موظَّفي بي بي، حيثُ اتُهم اثنان من مديري الموقع بالقتل الخطأ والإهمال، ونائب الرئيس السابق بالعرقلة.
حُكِمَ القاضي باربييه في المرحلة الأولى من القضية أنَ شركة بريتيش بتروليوم ارتكبت إهمالًا جسيمًا وأنَّ «موظفيها خاطروا بما أدَّى إلى أكبر كارثة بيئية في تاريخ الولايات المتحدة»، وقام بتقسيم الخطأ بنسبة 67٪ لشركة بي بي، و30٪ لشركة ترانس أوشن و3٪ لشركة هاليبرتون، وحكم أنَ شركة بريتيش بتروليوم كانت «متهورة» وأنها تصرفت «بتجاهل واعٍ للمخاطر المعروفة».

#### تسوية المطالبات
في يونيو 2010 بعدَ اجتماع في البيت الأبيض بين الرئيس باراك أوباما والمديرين التنفيذيين لشركة بريتيش بتروليوم، أعلن الرئيس أنَ شركة بريتيش بتروليوم ستدفع 20 مليار دولار في صندوق ائتماني لاستخدامه لتعويض ضحايا التسرب النفطي، كما خصصت شركة بريتش بتروليوم 100 مليون دولار لتعويض عمَّال النفط الذين فقدوا وظائفهم بسببِ التسرب.
في 2 مارس 2012 وصلت شركة بي بي والشركات والسكان المتضررين من التسرب إلى تسوية لما يقرب من 100 ألف دعوى تطالب بخسائر اقتصادية، وقدرت شركة بريتيش بتروليوم أنَ التسوية كلفت أكثر من 9.2 مليار دولار.
في عام 2015 وافقت بي بي وخمس ولايات على تسوية بقيمة 18.5 مليار دولار لاستخدامها في عقوبات قانون المياه النظيفة والمطالبات المختلفة.

## التأثير السياسيّ

### السجين الليبي
ضغطت شركة بريتيش بتروليوم على الحكومة البريطانيَّة لإبرام اتفاق لنقل سجناء، كانت الحكومة الليبية تريده لتأمين الإفراج عن عبد الباسط المقرحي الشخص الوحيد المدان في تفجير لوكربي عام 1988 فوق اسكتلندا، والذّي أسفر عن مقتل 270 شخصًا، وصرحت بريتيش بتروليوم أنَّها ضغطت لأجل إبرام اتفاقية نقل السجناء وسط مخاوف من أنَ التأخير سيضر بمصالحها التجارية، وتعطيل عمليات الحفر البحرية في المنطقة البالغة، لكنّها قالت إنها لم تشارك في مفاوضات بشأن الإفراج عن المقرحي.

### المساهمات السياسيَّة
في فبراير 2002 تخلى الرئيس التنفيذيّ لشركة بي بي آنذاك اللورد براون عن ممارسة المساهمات في حملات الشركة،  وذكرت صحيفة واشنطن بوست في يونيو 2010 أنَ شركة بريتش بتروليوم أمريكا الشماليَّة «تبرعت بما لا يقل عن 4.8 مليون دولار في السنوات السبع الماضية للجماعات السياسيَّة والمنظّمات الحزبية والحملات المُشاركة في الانتخابات الفيدراليَّة وانتخابات الولايات»، ومعظمها لمعارضة إجراءات الاقتراع في ولايتين تهدف لزيادة الضرائب على صناعة النفط، وقالت الشركة إنَّ الالتِزَامِ ينطبق فقط على المساهمات للأفراد المرشحين.
في 2009 أنفقت شركة بريتيش بتروليوم ما يقرب من 16 مليون دولار للضغط على الكونجرس الأمريكي. وفي عام 2011 أنفقت شركة بريتيش بتروليوم 8,430,000 دولار على 47 من جماعات الضغط.

### حرب عُمان 1954
في عام 1937 وقَّعت شركة نفط العراق (IPC)، المملوكة بنسبة 23.75٪ لشركة بي بي،  اتفاقية امتياز نفطيّ معَ سلطان مسقط، وفي عام 1952 قدمت شركة نفط العراق الدعم الماليّ لتكوين قوة مسلحة من شأنها أنَ تساعد السلطان في احتلال المنطقة الداخليَّة من عمان، وهي منطقة يعتقد الجيولوجيون أنَّها غنية بالنفط، وأدى ذلك إلى اندلاع حرب الجبل الأخضر عام 1954 في عُمان وَالتي استمرت لأكثر من 5 سنوات.

## تحقيقات وعقوبات التلاعب بالسوق
رفعت وزارة العدل الأمريكية ولجنة تداول السلع الآجلة اِتِّهامات ضدَّ شركة «بي بي أمريكا الشمالية» التابعة لشركة «بي بي» متهمينها برفع سعر البروبان والسعي إلى إحتكار سوق البروبان في 2004. وفي 2006 أقرَّ تاجر سابق بأنَّه مذنب،  وفي 2007 دفعت شركة بريتيش بتروليوم 303 مليون دولار كتعويضات وغرامات كجزء من اتفاق لتأجيل المُلاحقة القضائية. ودفعت بي بي غرامة ماليَّة مدنية بقيمة 125 مليون دولار إلى لجنة تداول السلع الآجلة، وأنشأت برنامج للامتثال والأخلاقيات، وركبت شاشة للإشراف على أنشطة تداول بي بي في أسواق السلع. ودفعت 53 مليون دولار لصندوق تعويض الضحايا، وعقوبة جنائية بقيمة 100 مليون دولار، بِالإضافة إلى 25 مليون دولار لصندوق احتيال المستهلك، وغرامات أخرى.
في نوفمبر 2010 بدأت لجنة تنظيم الطاقة الفيدرالية ولجنة تداول السلع الآجلة تحقيقًا يزعم تلاعب بي بي في سوق الغاز، ويتعلق التحقيق بالنشاط التجاري الذي حدثُ في أكتوبر ونوفمبر 2008. وفي ذلك الوقت قدم موظفو إنفاذ لجنة تداول السلع الآجلة لشركة بريتيش بتروليوم إشعارًا بنية للتوصية بفرض رسوم على محاولة التلاعب بالسوق في انتهاك لقانون تبادل السلع، فيمَا نفت شركة بريتيش بتروليوم أنَّها شاركت في «أي نشاط غير لائق أو غير قانوني». وفي يوليو 2011 أصدر فريق عمل لجنة تداول السلع الآجلة «إشعارًا بالانتهاكات المزعومة» وأتهم بي بي بتداول الغاز الطبيعي الماديّ بطريقة احتيالية في قناة هيوستن للسفن وأسواق كيتي ونقاط التداول لزيادة قيمة مراكزها الماليَّة المتأرجحة.
في مايو 2013 حقَّقت المفوضية الأوروبية في مزاعم بأنَّ الشركات أبلغت وكالة تقارير الأسعار بلاتس عن أسعار مشوهة، للتلاعب بالأسعار المنشورَة للعديد من منتجات النفط والوقود الحيوي،  ورفض التحقيق في ديسمبر 2015 بسببِ نقص الأدلة.

## وصلات خارجية
- الموقع الرسمي